# 熊本県出身の人物一覧
熊本県出身の人物一覧（くまもとけんしゅっしんのじんぶついちらん）は、Wikipedia日本語版に記事が存在する熊本県出身の人物ならびに、他の都道府県出身ながら熊本県に特に深い縁を持った人物の一覧表である。

## 公人

### 政治家

#### 国会議員
- 安達謙蔵（元逓信大臣、元内務大臣）: 熊本市
- 石坂繁（元衆議院議員、第12・19・20代熊本市長、弁護士）
- 井手三郎（元衆議院議員、ジャーナリスト）: 肥後国飽田郡中島村（現・熊本市西区）
- 井上匡四郎（工学者、貴族院議員）
- 岩下栄一（衆議院議員）
- 上村英明（衆議院議員）
- 上塚司（元衆議院議員）: 城南町（現・熊本市）
- 魚住汎英（元衆議院議員、元参議院議員）: 菊池市
- 有働正治（元参議院議員）
- 浦田勝（元参議院議員、元熊本県議会議員）: 岱明町（現・玉名市）
- 内田康哉（第24・34・44代外務大臣、外交官）: 竜北町（現・氷川町）
- 江藤哲蔵（元衆議院議員）: 陣内村（現・大津町）
- 大麻唯男 : 玉名市（出生地は東京都）
- 大久保武雄（元労働大臣、初代海上保安庁長官）: 熊本城下西通町
- 小山令之（元衆議院議員、弁護士）: 飽田郡奥古閑村（現・熊本市南区）
- 金子恭之（衆議院議員、元総務大臣）: 深田村（現・あさぎり町）
- 菊池武夫 (陸軍軍人)（貴族院議員）: 菊池郡
- 北口博（元衆議院議員）
- 北口龍徳（元参議院議員）: 熊本市
- 木下助之（元衆議院議員、初代熊本県議会議長）: 肥後国菊池郡
- 木原稔（衆議院議員、第25代防衛大臣）: 熊本市
- 木村仁（第19代消防庁長官、元自治官僚）: 熊本市
- 清浦奎吾（第23代内閣総理大臣）: 肥後国鹿本郡来民村（現・山鹿市）
- 蔵原惟郭（元衆議院議員）: 肥後国阿蘇郡黒川村（現・阿蘇市）
- 蔵原敏捷（元衆議院議員） : 小川町（現・宇城市）
- 郡山玲（参議院議員） : 人吉市
- 後藤英友（衆議院議員）: 熊本市
- 小橋一太（元内閣書記官長、元文部大臣、元東京市長）
- 小見山七十五郎（第25代熊本県議会議長、元衆議院議員）
- 小柳勇（社会党副委員長）
- 斎藤巌（元衆議院議員、弁護士）: 合志村（現・合志市）
- 坂田道男（元衆議院議員、初代八代市長）: 八代市
- 坂田道太（第64代衆議院議長）: 八代市
- 坂本哲志（衆議院議員）: 大津町
- 佐々友房（衆議院議員）: 熊本市
- 城義臣（元参議院議員）
- 瀬戸山三男（元建設大臣・法務大臣・文部大臣）: 天草市
- 園田清充（元参議院議員、元国土庁長官）: 豊野村（現・宇城市）
- 園田直（元内閣官房長官・外務大臣・厚生大臣）: 一町田村（現・天草市）
- 園田博之（元衆議院議員）: 河浦町（現・天草市）
- 高田浩運（元参議院議員）
- 田代由紀男（元参議院議員）: 河浦町（現・天草市）
- 谷正之（元外務大臣・外務次官）: 上益城郡飯野村（現・益城町）
- 土田龍司（元衆議院議員）
- 続訓弘（元参議院議員・総務庁長官・東京都副知事）
- 東家嘉幸（第22代国土庁長官）: 城南町（現・熊本市）
- 中島隆利（衆議院議員、前八代市長、元八代市議会議員、元熊本県議会議員）
- 西田譲（衆議院議員）
- 沼川洋一（元衆議院議員）
- 野田武夫（元総理府総務長官・自治大臣）: 熊本市
- 則元由庸（元衆議院議員・長崎市議会議長・長崎日日新聞社長）
- 馬場成志（参議院議員、元熊本県議会議長）: 熊本市
- 馬場昇（元衆議院議員）: 芦北町湯浦
- 林田彪（衆議院議員）: 長洲町
- 林田正治（元衆議院議員、元参議院議員）: 城南町（現・熊本市）
- 原田十衛（元衆議院議員、ジャーナリスト）: 肥後国飽田郡古町村（現・熊本市西区二本木）
- 春田重昭（元衆議院議員）: 熊本市
- 深水六郎（元参議院議員）: 芦北町
- 福嶋健一郎（衆議院議員）: 熊本市
- 福永一臣（元衆議院議員）
- 藤末健三（参議院議員）: 熊本市
- 藤田義光（元衆議院議員）
- 藤村義朗（元逓信大臣、貴族院議員、実業家）
- 藤本虎喜（元衆議院議員）: 上益城郡
- 細川護熙（第79代内閣総理大臣、第4代熊本県知事）（出生地は東京都）
- 本田顕子（参議院議員）
- 本田良一（元参議院議員）: 南関町
- 松岡利勝（第42代農林水産大臣）: 阿蘇郡阿蘇町（現・阿蘇市）
- 松野鶴平（第5代-第7代参議院議長）: 菊池郡城北村（現・山鹿市菊鹿町）
- 松野頼久（衆議院議員）: 山鹿市
- 松野頼三（総理府総務長官などを歴任）: 山鹿郡（現・山鹿市）
- 松村祥史（参議院議員）: 上村（現・あさぎり町）
- 三浦一水（元参議院議員）: 山鹿市
- 三浦八水（元参議院議員）: 山鹿市
- 三善信二（元参議院議員）: 嘉島町
- 三善信房（元衆議院議員）: 嘉島町
- 守住有信（元参議院議員）: 熊本市
- 森田政義（元衆議院議員、弁護士）: 天草市
- 矢上雅義（衆議院議員、元相良村長）: 相良村
- 安場末喜（貴族院議員、実業家）
- 山田信道（農商務大臣、会計検査院長、大阪府知事、京都府知事、鳥取県知事）: 熊本市
- 吉田重延（元衆議院議員、元栖本村長）: 天草市
- 渡瀬憲明（元衆議院議員）: 八代市

#### 都道府県議会議員
- 荒木千陽（東京都議会議員）
- 古閑三博（元熊本県議会議員）
- 小材学（元熊本県議会議長）: 植木町（現・熊本市）
- 澤田治男（元熊本市議会議員、元熊本県議会議員）: 熊本市
- 森慈秀（元熊本県議会議員）: 天草郡湯島村（現・上天草市大矢野町）

#### 都道府県知事
- 蒲島郁夫（第7代熊本県知事、東京大学名誉教授）: 鹿本町（現・山鹿市）
- 沢田一精（第3代熊本県知事、参議院議員）: 小川町（現・宇城市）
- 寺本広作（第2代熊本県知事、元官僚、元参議院議員）: 不知火町（現・宇城市）
- 福島譲二（第5代熊本県知事、衆議院議員）

#### 市区町村長
- 阿曽田清（初代宇城市長）: 三角町（現・宇城市）
- 市原盛宏（第4代横浜市長、朝鮮銀行初代総裁）
- 梅田穰（第3代山都町長）: 山都町
- 大西一史（第32・33代熊本市長、元熊本県議会議員）: 熊本市
- 草村大成（熊本県高森町長）: 高森町[1]
- 河津寅雄（元小国町長、元小国町議会議員）
- 合志栄一（第14代山口市長、山口県議会議員）
- 幸山政史（第29・30・31代熊本市長、元熊本県議会議員）: 熊本市
- 佐藤義興（阿蘇市長）: 阿蘇市
- 篠崎鉄男（第2代宇城市長、元熊本県議会議員）: 三角町（現・宇城市）
- 島津勇典（元玉名市長、元熊本県議会議員）
- 深沢友彦（元陸軍中将、第10代八王子市長）: 熊本区藪内町（現・熊本市上通町）
- 藤井修一（元植木町長）
- 松見正宣（第11代東大阪市長）: ソウル特別市（出生地）
- 水上浩躬（第3代神戸市長）
- 元松茂樹（第5代宇土市長）: 三角町（現・宇城市）
- 守田憲史（第3代宇城市長、元熊本県議会議員、司法書士）: 海東村（現・宇城市小川町）
- 諸谷義武（第22・23・24代長崎市長）: 苓北町
- 安田公寛（初代・第2代天草市長）
- 吉本孝寿（第4代菊陽町長）

### 首相秘書官
- 細川護貞（第2次近衛内閣 首相秘書官）：熊本市

### 官僚
- 井上毅
- 井上政信（内務官僚）
- 岩崎八男（通産官僚）：天草市
- 犬童周作（郵政・総務官僚）：人吉市[2]
- 大島一博（厚生労働官僚）：小川町（現・宇城市）
- 菊川滋（国土交通官僚）：菊池市
- 佐方信博（郵政官僚）
- 中島鉄平（大蔵官僚）：上益城郡
- 福田幸弘（大蔵官僚）：人吉市
- 安場保和
- 吉村博人（警察官僚）
- 本田桂子（多数国間投資保証機関長官、コロンビア大学客員教授）：熊本市

#### 官選知事
- 赤星典太（熊本・山口・長野・長崎県知事）：肥後国熊本城下手取本町（現・熊本市中央区）
- 岩男三郎（秋田・福井・宮崎・徳島県知事）
- 岩田衛（鳥取・福島県知事、長岡市長）
- 上田万平（岐阜・宮城県知事）：天草
- 大塚惟精（栃木・福岡・石川・広島県知事、中国地方総監）
- 緒方惟一郎（青森県知事）
- 嘉悦氏房（胆沢県大参事、熊本県会議議長、衆議院議員）：肥後国託麻郡本山村（現・熊本市中央区）
- 鹿子木小五郎（香川・和歌山・岐阜県知事、貴族院議員）：肥後国熊本城下中職人町（現：熊本市中央区）
- 神山閏次（群馬県知事）
- 亀井英三郎（徳島・静岡・宮城県知事、警視総監、貴族院議員）
- 久保田畯（福井県知事、陸軍司政長官）
- 蔵原敏捷（和歌山県知事、衆議院議員）小川町（現・宇城市）
- 黒瀬弘志（山梨県知事、神戸市長）
- 高橋守雄（滋賀・長野・兵庫県知事、熊本市長）
- 服部直彰（高知県知事、陸軍司政長官、中国地方副総監）
- 馬場一衛（青森県知事、門司市長）：熊本市
- 林市蔵（大阪・三重・山口県知事）
- 稗方弘毅（秋田県知事、教育者）：海東村（現・宇城市小川町）
- 平井三男（青森・山口県知事）：熊本市四軒町（現・中央区水道町）
- 福田虎亀（山梨県知事、熊本市長）：玉名市
- 藤島正健（富山・千葉県知事）：熊本市
- 藤村紫朗（山梨・愛媛県知事、貴族院議員）
- 古荘嘉門（群馬・三重県知事、衆議院議員、貴族院勅選議員）
- 丸山重俊（島根県知事）：肥後国熊本城下高田原（現・熊本市中央区）
- 三島誠也（宮崎・奈良県知事）
- 宮川房之（長崎県知事）
- 村上義雄（徳島・石川県知事、台湾総督府 台中・新竹・台北県知事）
- 渡辺広（神奈川県知事）

### 裁判官
- 上田豊三（元最高裁判所判事）
- 内田司馬彦：山本郡山本村（現・熊本市北区植木町）
- 鹿子木康（東京地方裁判所判事）

### 検察官
- 木村尚達（元検事総長・司法大臣）
- 徳永功（元函館地方検察庁・奈良地方検察庁検事正）

### 外交官
- 竹添進一郎：上天草市
- 葉室和親
- 股野景親：熊本市
- 吉田作弥

### 政治運動家
- 宮部鼎蔵（熊本藩士、尊皇攘夷派）：肥後国益城郡田代村（現・御船町）
- 河上彦斎（熊本藩士、尊皇攘夷派）
- 轟武兵衛（熊本藩士、尊皇攘夷派）
- 村上新九郎（熊本藩士）：肥後国熊本
- 松田重助（尊皇攘夷派志士）：肥後国熊本
- 太田黒伴雄（神風連の乱の指導者）
- 前田卓（政治運動家）：玉名郡小天村（現・玉名市小天町）
- 宮崎八郎（自由民権運動家）：肥後国玉名郡荒尾村（現・荒尾市）
- 宮崎民蔵（社会運動家）：肥後国玉名郡荒尾村（現・荒尾市）
- 宮崎弥蔵（政治運動家）：肥後国玉名郡荒尾村（現・荒尾市）
- 宮崎滔天（革命家）：肥後国玉名郡荒尾村（現・荒尾市）
- 宮崎龍介（社会運動家、新聞記者、弁護士）：肥後国玉名郡荒尾村（現・荒尾市）
- 吉田嘉清（社会運動家）
- 新美卯一郎（社会主義者）
- 松尾卯一太（社会主義者）
- 岡本公三（新左翼活動家、日本赤軍）：芦北町
- 川野純治（新左翼活動家）
- 高見圭司（新左翼活動家）：多良木町
- 佐郷屋留雄（右翼活動家）
- 林田好文（維新政党・新風 本部政策委員）

### 新撰組隊士
- 尾形俊太郎：肥後国菊池郡

### 軍人

#### 陸軍
- 荒木克業：飽託郡内田村（現・熊本市南区）
- 石光真臣：熊本市
- 石光真清：熊本市
- 井上貞衛
- 上村利道
- 牛島貞雄
- 釜賀一夫：宇土市
- 清原康平：三角町（現・宇城市）
- 隈部正美
- 上月良夫
- 河野壽：熊本市
- 木庭知時
- 坂口静夫
- 園部和一郎
- 竹下平作
- 竹原三郎
- 田副登
- 筑紫熊七
- 津野田是重
- 津野田知重
- 富田直亮
- 中川州男：南関町
- 中熊直正
- 中村一夫：熊本市
- 西住小次郎：甲佐町
- 野田謙吾
- 野田豁通
- 馬場正郎
- 林仙之
- 日野熊蔵：人吉市
- 古荘幹郎
- 松尾敬宇：山鹿市
- 松永正敏
- 松村秀逸：八代市
- 武藤章
- 安田優：天草郡
- 山室宗武

#### 海軍
- 秋山輝男
- 岩辺季貴：小川町（現・宇城市）
- 大森仙太郎：熊本市
- 加来止男：八代市
- 城 英一郎：熊本市
- 高木惣吉：人吉市
- 立花止
- 鍋島俊策：小川町（現・宇城市）
- 林正義：飽託郡池上村（現・熊本市）
- 福田良三：玉名市
- 福村利明
- 堀内豊秋：熊本市
- 本田稔
- 松田千秋：鹿本郡
- 吉岡範策：小川町（現・宇城市）
- 米村末喜

### 自衛隊員
- 折木良一（陸上自衛官、第30代陸上幕僚長→第3代統合幕僚長）：津奈木町
- 益田兼利（元陸軍軍人、元陸上自衛官、元第2師団長・東部方面総監）
- 益田兼弘（元陸上自衛官、第23代第2師団長・第29代東部方面総監）
- 森清勇（元陸上自衛官）：鹿本郡（現：山鹿市）
- 吉永雅弘（陸上自衛隊吹奏楽指揮者）：益城町
- 赤星慶治（海上自衛官、第29代海上幕僚長）
- 山下万喜（海上自衛官、自衛艦隊司令官）
- 高森直史（海上自衛官、海軍料理研究家・管理栄養士）
- 角田義隆（航空自衛官、第12代航空幕僚長）
- 上田泰弘（航空自衛官、第9代航空幕僚長）

## 文化人

### 学者

#### 人文科学系
- 会田由（スペイン文学者）
- 池辺義象（国文学者、歌人）
- 石中象治（ドイツ文学者）
- 岩井忠熊（歴史学者）：熊本市
- 岩本憲児（映画史研究者）
- 宇野隆夫（考古学者）
- 宇野哲人（哲学者）：熊本市
- 狩野直喜（漢学者）
- 喜田川信（神学者）
- 北御門二郎（ロシア文学者）：湯前町
- 木下犀潭（熊本藩士、儒学者）：肥後国菊池郡
- 木村清孝（仏教学者、僧侶）：天草
- 黒田源次（心理学者・美術史家）
- 後藤昭雄（国文・漢文学者）：熊本市
- 坂田正治（ドイツ文学者）
- 坂梨隆三（日本語学者）
- 阪本是丸（歴史学者）：植木町（現・熊本市）
- 坂本重武（イギリス文学者）
- 清水文雄（国文学者）
- 鈴木喬（歴史研究家）
- 鈴木佳秀（聖書学者）
- 関晃（歴史学者）：熊本市二本木
- 田浦雅徳（歴史学者）
- 高本紫溟（儒学者、国学者、漢詩人）
- 鑪幹八郎（たたら みきはちろう、臨床心理学者）
- 谷川道雄（東洋史学者）：熊本市
- 玉城康四郎（仏教学者）：熊本市
- 塚本啓祥（仏教学者）：熊本市
- 戸川秋骨（英文学者、評論家、翻訳家、教育者、随筆家）：玉名市
- 徳富一敬（儒学者（朱子学者）、官僚）：肥後国葦北郡水俣郷（現・水俣市）
- 徳永洋（歴史学者）：熊本市
- 内藤濯（フランス文学者）：熊本市
- 内藤高（比較文学者）：熊本市
- 中島広足（国学者、歌人）：肥後国熊本城下（現・熊本市）
- 長瀬真幸（国学者、文献学者）
- 永松定（英文学者）：玉名郡
- 中村尚史（歴史学者）
- 永村眞（日本史学者）
- 貫達人（日本史学者）：熊本市
- 沼田哲（歴史学者）：熊本市
- 沼田次郎（歴史学者）：熊本市
- 根占献一（歴史学者、思想史家）
- 蓮田善明（国文学者）：植木町（現・熊本市）
- 浜名志松（天草文化研究家、キリシタン研究家）：天草郡魚貫村（現・天草市）
- 羽矢謙一（英文学者）：熊本市
- 林桜園（思想家、国学者、教育者）：肥後国熊本城下山崎町（現・熊本市）
- 原田敏明（民俗学者、宗教学者）：山本郡吉松村（現・熊本市植木町）
- 東明雅（国文学者、俳人）：熊本市
- 平田耿二（日本史学者）：熊本市
- 藤木邦彦（日本史学者）：熊本市
- 藤野渉（哲学者）：熊本市
- 星乃治彦（歴史学者）：熊本市
- 堀栄造（哲学者）：阿蘇市
- 本田康典（英米文学者）：熊本市
- 正木正（教育心理学者）
- 松浦光修（歴史学者）：熊本市
- 松崎慊堂（儒学者）：御船町
- 松村武雄（神話学者）
- 松本雅明（東洋史学者）：城南町（現・熊本市）
- 丸山雍成（日本史学者）
- 源了圓（歴史学者）
- 村岡晋一（哲学研究者、翻訳家）
- 村上恭通（考古学者）
- 村川堅固（西洋史学者）
- 元田永孚（儒学者、明治天皇の侍講/私的顧問）
- 本村凌二（歴史学者）：八代市
- 森田久萬人（神学者、哲学者、熊本バンドのメンバー）：肥後国山鹿郡上長野村
- 森本治吉（国文学者、歌人）
- 横井小楠（熊本藩士、儒学者）：肥後国熊本坪内町

#### 社会科学系
- 荒木昭次郎（行政学者）：矢部町（現・山都町）
- 荒木尚志（法学者）
- 安道知寛（経営学者）
- 池田十吾（政治学者）
- 石坂音四郎（民法学者）：上島村（現・嘉島町）
- 岩下明裕（ロシア外交論）
- 岩田伸人
- 犬童一男（政治学者）
- 浮田和民（政治学者）
- 大浜啓吉（行政法学者）
- 岡松参太郎（法学者）
- 春日キスヨ（福祉学者、社会学者）
- 勝田有恒（法学者）：熊本市
- 蒲島郁夫（政治過程論、計量政治学）：鹿本町（現・山鹿市）
- 川上高司（国際政治学者）
- 川口有一郎（経済学者）
- 姜尚中（カン・サンジュン、政治学者）：熊本市
- 木下広居（政治学者）
- 木村栄一 (保険学者)：城南町（現・熊本市）
- 倉田和四生（社会学者）
- 古賀幸久（法学者）
- 小山静子（教育学・女性史学者）：熊本市
- 近藤民雄（商法学者）：宇土市
- 佐伯千仭（刑法学者）
- 佐々弘雄（政治学者）：熊本市
- 末延三次（英米法学者）：熊本市
- 角田邦重（法学者、労働法学者、弁護士）：本渡市（現・天草市）
- 園田寿（法学者）
- 高野敏樹（法学者）：熊本市
- 田島義博（経済学者、経営学者）
- 田尻常雄（商学者）
- 霍見芳浩（つるみ よしひろ、経済学者）
- 友枝敏雄（社会学者）：熊本市
- 名和高司（経営コンサルタント、経営学者）
- 西田典之（刑法学者）：熊本市
- 濱口和久：菊池市
- 林田清明（法と経済学の研究者）
- 東孝行（民法学者）
- 平野龍一（刑法学者）
- 深尾昌峰（社会学者、きょうとNPOセンター創立者・常務理事、京都コミュニティ放送設立者・事務局長）
- 福田豊（経済学者）：玉名市
- 福間良明（社会学者）：熊本市
- 牧英正（法制史学者）：熊本市
- 松尾浩也（刑法学者）：玉名郡荒尾町（現・荒尾市）
- 松岡完（アメリカ外交史）
- 松里公孝（ロシア帝国論）
- 松野賢吾（経済学者）：八代市
- 水口雅夫（経営学者）
- 峯陽一（アフリカ研究者）：天草市
- 矢野暢（政治学者）
- 山室信一（政治学者）：熊本市

#### 自然科学系
その他の医師も参照。
- 鳩野宗巴（医師　8世は西南戦役に活躍）
- 荒木俊馬（天文学者）：鹿本郡来民町（現・山鹿市）
- 蟻田功（医学者）
- 鋳方末彦（植物病理学者）：下益城郡小野部田村（現・宇城市小川町）
- 井沢英二（地球科学者）：熊本市
- 上野健爾（数学者）
- 牛島純一（生理学者、動物学者）
- 梅澤喜夫（分析化学者）
- 大森賢治（物理学者、化学者）：熊本市
- 緒方正規（医学者）
- 北里柴三郎（細菌学）：小国町
- 原田永之助（眼科医）:天草出身
- 久保謙一（物理学者）
- 佐々木栄一（工学者）
- 佐藤伝蔵（地球科学者）：熊本市
- 下村孝太郎（化学技術者、工学博士）
- 杉田元宜（物理学者、科学史家）：八代町（現・八代市）
- 多田隈建二郎（ロボット工学者）：八代市
- 多田隈理一郎（ロボット工学者）：八代市
- 田上英明（魚類生態学者）：菊陽町
- 遠山啓（数学者）：小川町（現・宇城市）
- 中島勇喜（森林工学者、防砂学者）
- 原田敏治（地理学者）
- 堀田龍也（教育工学者）：天草市
- 本田正次（植物学者）：熊本市
- 松浦有志太郎（医学者）：宇土郡松合村（現・宇城市不知火町）
- 蓑茂寿太郎（造園学者、農学者）
- 横井時敬（農学者、農業経済学者）

### 教育者
- 岩代吉親（戦後、新制中学発足時に活躍した）
- 嘉悦孝（女性教育者）
- 木下広次（京都帝国大学初代総長）：肥後国飽田郡坪井
- 小崎東紅（小学校音楽教育の指導者。龍田寮事件 の解決にあたった小学校長）
- 遠山参良：鏡町（現・八代市）
- 中山義崇（崇城大学創設）：小川町（現・宇城市）
- 平井数馬（六氏先生の一人）
- 松田喜一（農業研究者、著述家）：下益城郡豊川村（現・宇城市松橋町）
- 松前重義（官僚、政治家、東海大学創立者）：嘉島町
- 矢嶋楫子（婦人活動家、女子学院初代院長）：上益城郡津森村杉堂（現・益城町）

### 弁護士
- 鍛冶千鶴子（弁護士、評論家）：阿蘇
- 平山正剛（元日弁連会長）：菊池市
- 福井健策
- 松嶋英機（西村あさひ法律事務所パートナー）

### 思想家・評論家・ジャーナリスト
- 池辺三山：熊本市
- 平川清風（ジャーナリスト）：熊本市
- 魚住昭（ジャーナリスト）
- 内田健三（政治評論家）：竜北町（現・氷川町）
- 小川和久（軍事アナリスト）：八代市
- 茂森唯士（ジャーナリスト、評論家）
- 高木正幸
- 徳富蘇峰：水俣市
- 鳥居素川
- 林田茂雄（社会・文芸評論家）
- 平山訓（ジャーナリスト）：小川町
- 福本容子（ジャーナリスト）：長洲町
- 細川隆一郎（政治評論家）
- 細川隆元（政治評論家、元衆議院議員）：熊本市
- 本田良一（ジャーナリスト）
- 松野良一（メディア研究者、ジャーナリスト）：宇土市
- 松藤竹二郎
- 三橋貴明（経済評論家）：山鹿市
- 森枝卓士（写真家）：水俣市
- 八重野充弘（埋蔵金研究家）
- 蓑田胸喜（右翼思想家）：氷川町

### 画家
- 生嶋順理
- 井手宣通（洋画家）：御船町
- 牛島憲之（洋画家）：熊本市
- 浦田正夫（日本画家）：山鹿市
- 大塚耕二（洋画家）：菊池市
- 堅山南風（日本画家）
- 坂本善三（洋画家）：小国町
- 坂本寧（洋画家）：大津町
- 桜田精一（洋画家）：上益城郡津森村（現・益城町）
- 清水ハルマン（洋画家）：出生は長崎県
- 杉谷雪樵（日本画家）：肥後国熊本坪井（現・熊本市中央区）
- 田代順七（洋画家）：玉名郡築山村（現・玉名市）
- 塔本シスコ（素朴派画家）：松橋町（現・宇城市）
- 富田至誠（洋画家）：鹿本郡来民町（現・山鹿市）
- 中村鳳龍（洋画家）：熊本市
- 野田英夫（洋画家）
- 野田哲也（版画家）：不知火町（現・宇城市）
- 浜田知明（版画家）：御船町
- マナブ間部：不知火町（現・宇城市）
- 宮崎静夫（洋画家）：小国町
- 宮崎精一（洋画家）：人吉市
- 森本木羊子（版画家、仏画家）：熊本市
- 内田新哉（イラストレーター）
- 大塚真一郎（イラストレーター）
- Gユウスケ（イラストレーター）
- 真珠子（イラストレーター）：苓北町
- 鶴田一郎（グラフィックデザイナー）：本渡市（現・天草市）
- 岩井希久子（絵画修復家）：熊本市

### 書家
- 黒木拝石：水上村
- 清水天山：飽田村土河原（現・熊本市南区土河原町）
- 田上帯雨
- 武田双葉：熊本市
- 武田双雲：熊本市
- 武田双龍：熊本市

### 写真家
- 上杉満生：荒尾市
- 緒方秀美：山鹿市
- 紀里谷和明：あさぎり町
- 田中達也：熊本市
- 堤あこ
- 西田幸樹
- 淵上白陽
- 山内城司：熊本市
- 山田敦士：熊本市

### 建築家
- 泉幸甫（建築工学者）
- 入江正之（建築学者）：熊本市
- 緒方理一郎：熊本市
- 坂口恭平（建築家、写真家、作家）：熊本市
- 菅哲生
- 藤原惠洋（建築学者、建築史家）：菊池郡七城村（現・菊池市）
- 布田保之助：矢部町（現・山都町）
- 葉祥栄

### デザイナー
- 秋岡芳夫（工業デザイナー）：松橋町（現・宇城市）
- 植田いつ子（ファッションデザイナー）
- 信國太志（ファッションデザイナー）
- 芹川大毅（グラフィックデザイナー）

［福薗英貴］（ファッションデザイナー）

### 工芸家
- 清水真理（球体関節人形作家）
- 播正ますみ（人形作家）：天草市
- 松本喜三郎（人形師）
- 安本亀八（人形師）：熊本市

### 料理家
- 江上トミ （日本初の料理研究家）：芦北郡田ノ浦町（現・葦北郡芦北町）
- 棚橋俊夫（精進料理人）
- 渕田仁志

### 棋士・雀士
- 藤川義夫（将棋棋士）：熊本市
- 前田祐司（将棋棋士）：熊本市
- 赤星因徹（囲碁棋士）
- 鶴山淳志（囲碁棋士）：熊本市
- 岩井茜（プロ雀士）：人吉市

### 俳人・詩人・歌人
- あざ蓉子（俳人）
- 犬童球渓（いんどう きゅうけい、詩人、作詞家、教育者）：人吉市
- 上村占魚（俳人、随筆家）：人吉市
- 有働亨（俳人）
- 緒方昇（詩人）
- 神谷恵（詩人）
- 川桐信彦（詩人、評論家）
- 河野裕子（歌人）
- 北原白秋（詩人、童謡作家、歌人） ：南関町
- 蔵原伸二郎（詩人、作家、評論家）：阿蘇郡黒川村（現・阿蘇市）
- 坂村真民（仏教詩人）：荒尾市
- 篠原温亭（俳人、小説家）：宇土郡宇土町（現・宇土市）
- 宗不旱（歌人）：熊本市生まれ鹿本町（現・山鹿市）育ち
- 高群逸枝（詩人、民俗学者）：下益城郡豊川村（現・宇城市松橋町）
- 谷川雁（詩人、評論家）：水俣市
- 中村汀女（俳人）：熊本市
- 西島麦南（俳人）：鹿本郡植木町（現・熊本市）
- 野木京子（詩人）：八代市
- 長谷川櫂（俳人・古志主宰）：小川町（現・宇城市）
- 檜垣嫗（ひがきのおうな、女性歌人）
- 平山訓（歌人、ジャーナリスト）：下益城郡小川町（現・宇城市）
- 広瀬大志（詩人）：熊本市
- 藤川幸之助（詩人）：湯前町
- 淵上毛錢（詩人）：水俣市
- 正木ゆう子（俳人）：熊本市
- 松岡荒村（詩人、評論家）：高田村（現・八代市）
- 丸木政臣（教育評論家、和光学園園長）
- 宮部寸七翁（俳人、ジャーナリスト）：丹生宮村（現・熊本市南区城南町丹生宮）
- 安永蕗子（歌人）：熊本市
- 山本みち子（詩人）

### 作詞家・作曲家
- 出田憲二（作曲家、平成音楽大学創立者）：御船町
- 魚住勉（作詞家・コピーライター）
- 島田磬也（作詞家）：熊本市
- 島野聡（作詞家・作曲家）：八代市
- 冬樹かずみ（作詞・作曲・編曲家、音楽プロデューサー）
- 岩代浩一（作曲家）：阿蘇
- 梶原正裕（作曲家）
- 渋谷沢兆（作曲家）
- 寺嶋民哉（作曲家）
- 福島雄次郎（作曲家）：八代市
- ボンボ藤井（くまモン体操など、サウンドクリエイター）：八代市
- 三井誠（作曲家、編曲家、元クラフト）
- 森岡賢一郎（作曲家、アレンジャー）：八代市
- 西洋平（作詞・作曲家）：八代市
- ささき文江（作詞家）：菊池市

### 作家
- 藍川京
- 赤月カケヤ
- 荒木精之
- 石牟礼道子：河浦町（現・天草市）
- 稲葉稔
- 乾信一郎（小説家、放送作家、翻訳家）：城南町（現・熊本市）
- 今村葦子（児童文学）
- 岩下尚史
- えとう乱星
- 大庭桂
- 岡崎弘明
- 丘修三（児童文学作家）
- 小山勝清：相良村
- 梯久美子
- 梶尾真治：熊本市
- 梶原一騎（漫画原作者）
- 河合莞爾
- 木下順二（10代を熊本市で過ごした）
- 草村北星：高瀬村（現・玉名市）
- 耕治人：八代市
- 越谷友華（推理作家）
- 小山寛二：八代市
- 坂口れい子：八代市
- 坂本敏夫
- 澤宮優（ノンフィクション作家、スポーツライター）：鏡町（現・八代市）
- 白石定規（ライトノベル作家）
- たかしよいち（児童文学作家）
- 田中芳樹：本渡市（現・天草市）
- 谷川健一：水俣市
- 谷崎旭寿：南関町
- 田村一博（スポーツライター、ラグビーマガジン編集長）
- 堤幸子（共同ペンネーム「桐生操」）
- 徳富蘆花：水俣市
- 徳永直：熊本市
- 直江光信（スポーツライター）：熊本市
- 長井魁一郎
- 中田整一（ノンフィクション作家）：玉名市
- 永畑道子（女性史家、ノンフィクション作家）：熊本市
- 濱野京子（児童文学作家）
- 原ゆたか（児童文学作家、絵本作家、イラストレーター）
- 平川虎臣：菊池郡城北村（現・山鹿市菊鹿町）
- 深見真：熊本市
- 福島次郎：熊本市
- 藤田富士男（演劇研究家）：人吉市
- 古川春秋：山鹿市
- 光岡明：熊本市
- 矢野四年生：菊池郡津田村（現・菊陽町）
- 葉祥明（絵本作家）：熊本市

### 漫画家・漫画評論家
- 東毅
- 麻生みこと
- 香魚子
- 有吉京子： 熊本市
- 岩崎陽子：上益城郡
- うすた京介：合志市
- 内山安二：水俣市
- 江口寿史：水俣市
- FBC
- 大石浩二：富合町（現・熊本市）
- 尾田栄一郎：熊本市
- 樫木祐人：玉名市
- 川口勇貴
- 神崎裕也
- 草凪みずほ
- 久木田律子
- こいずみまり
- 小ガエル
- 古閑裕一郎：熊本市
- 小手川ゆあ：熊本市
- 酒井美羽：熊本市
- 坂本憲司郎
- 清水玲子：熊本市
- ダーティ・松本（成人向け漫画家）：熊本市
- 高浜寛：天草
- たがわ靖之：熊本市
- 竹下けんじろう
- 田島みるく
- とり・みき：人吉市
- 中ノ尾恵：天草市
- 那須良輔：湯前村（現・湯前町）
- ねこクラゲ：上天草市
- 函岬誉
- ヒロモト森一
- フカザワナオコ（イラストレーター）
- フジヤマジョージ
- 松下容子
- 松森正：玉名市
- 岬下部せすな
- 箕神北都
- 三剣もとか
- 緑川ゆき
- 三山のぼる：八代市
- 村枝賢一：芦北郡
- 村田真優
- 村田雄介
- 室山まゆみ
- 森本梢子：熊本市
- ゆみみ
- 吉開寛二
- 吉崎観音：熊本市
- 吉本蜂矢
- 渡邊築

漫画評論家
- 藤本由香里（編集者）
- 米澤嘉博：熊本市

### アニメーション関係者
- 西沢信孝（アニメーション監督・演出家）
- 塩山紀生
- 米川功真
- 柳田義明
- つなきあき（男性、アニメーター）：津奈木町
- わたなべひろし：熊本市
- ヤマサキオサム（日本アニメーター・演出協会理事、アニメーション監督、演出家）
- たなかかずや（アニメ音響監督）
- 神志那弘志（アニメーター、アニメーション監督）
- ふじもとよしたか（アニメーション監督・演出家）
- 千羽由利子
- 増田龍治（3DCGアニメ監督）：熊本市
- 吉田健一（アニメーター）
- 水上清資（アニメ脚本家）
- 横手美智子（アニメ脚本家）：天草市
- 北山真理（アニメーター・キャラクターデザイナー・イラストレーター）
- 瀬之本久史（イラストレーター、原画家）

### 映画関係者
- 牛原虚彦（映画監督）：熊本市
- 江崎実生（映画監督）：熊本市
- 黒土三男（脚本家、映画監督）：熊本市
- 後藤大輔 （映画監督、脚本家）
- 中山節夫（映画監督）
- 波多野貴文（演出家、映画監督）：山鹿市
- 佛田洋（特撮監督）
- 神酒大亮（みき だいすけ、映画監督）
- 行定勲（映画監督）
- 神戸千木（撮影監督）
- 堀美臣（撮影監督）：人吉市
- 芥川保志（映画プロデューサー）：熊本市
- 國米修市（映画スタッフ）
- 下永尚（映画ミキサー）
- 上田なりゆき（映画照明技師）
- 中村裕樹（映画照明技師）
- 三池敏夫（特撮美術家）
- 前田秀一郎（映画評論家）
- マンハッタン坂本（映画コメンテーター）：熊本市

### 演出家・脚本家・放送作家など
- 井上剛（NHKテレビディレクター、演出家）
- 江良至（脚本家）
- 酒井あきよし（脚本家）
- 橋本博行（劇作家、演出家、脚本家）：熊本市
- 宮本研（劇作家、脚本家）：不知火町（現・宇城市）
- 大津皓一（脚本家、放送作家）：山鹿市
- 有田真平（放送作家）：熊本市
- 内村宏幸（放送作家）：人吉市
- 小山薫堂（放送作家、脚本家、パーソナリティ）：本渡市（現・天草市）
- 横山龍太（放送作家、演出家）：天草市
- 吉村悟（舞台監督）

### アナウンサー
NHK
- 有田雅明（NHK鹿児島放送局）：八代市
- 岡田亜沙美（熊本局/契約キャスター）
- 池田達郎（NHK熊本放送局）：宇城市
- 稲塚貴一（NHK熊本放送局）：熊本市
- 田中秀喜（NHK福岡放送局）：菊池郡菊陽町
- 庭木櫻子（NHK福岡放送局）：熊本市
- 畠山衣美（NHK熊本放送局）→（NHK大阪放送局）
- 村田絵美（退職）

RKK熊本放送
- 江上浩子（ラジオディレクター、元アナウンサー）：熊本市
- 岡村久美（元報道記者、元アナウンサー）：熊本市
- 岡村清香：熊本市
- 柿木綾乃
- 亀山真依
- 清原憲一：三角町（現・宇城市）
- 後生川凜：熊本市
- 野溝美子：熊本市
- 原武博之（元アナウンサー・ラジオ局局次長、現ラジオパーソナリティ）：熊本市
- 檜室英子：熊本市
- 本田恭子：熊本市
- 本田史郎：熊本市

TKUテレビくまもと
- 尾谷いずみ：牛深市（現天草市）
- 熊本竜太：熊本市
- 郡司琢哉：熊本市
- 後藤祐太：熊本市
- 恒松聡美：上村（現あさぎり町）
- 中原理菜：熊本市
- 藤本愛英：熊本市
- 浜田友里子

KKTくまもと県民テレビ
- 河合麗子：牛深市（現・天草市）
- 沼川浩子（元アナウンサー）

KAB熊本朝日放送
- 住吉香音：熊本市
- 徳永千帆子（元IBC岩手放送→圭三プロダクション→KAB）：熊本市
- 舩津真弓：八代市
- 山崎唯衣：熊本市

その他・県外地域の局アナ
- 浦川泰幸（朝日放送）：熊本市
- 栄永香織（元テレビ金沢）
- 緒方憲吾（元毎日放送）
- 坂野栄信（広島ホームテレビ、元競泳選手）：熊本市
- 佐藤肖嗣（長崎国際テレビ）：熊本市
- 菅緑（『みんなが出るテレビ』女子大生リポーター、第2日本テレビ第7期）
- 杉山真喜人（TBS、アナウンサー→報道外信部→事業局）
- 武田華奈（テレビ宮崎）：玉名市
- 徳住有香（鹿児島読売テレビ）：熊本市
- 冨岡美希（長野朝日放送、アナウンサー→報道記者）：人吉市
- 中村秀昭（TBS） ：熊本市
- 野口春生（元エフエム福岡アナウンサー、現キュー・ミュージック取締役）
- 畑野優理子（元テレビ西日本）：八代市
- 山下毬絵（あいテレビ）
- 福永一茂（フジテレビ 元・ニッポン放送）：熊本市
- 松本祐明（テレビ長崎）：熊本市
- 村上史（エフエム宮崎）：合志市
- 村上隆二（南日本放送）：八代市（元NBCラジオ佐賀およびPLUS ONE所属）
- 森山みなみ（テレビ朝日）：熊本市（元・スプラウト所属）
- 八幡美咲（広島ホームテレビ）：熊本市（元KKT、2020年4月に移籍）
- 山崎香佳：（毎日放送）：熊本市
- 山田真由美（福岡放送）：熊本市
- 山本恵里伽（TBS）：熊本市

フリー
- 浅井みどり（元くまもと県民テレビ）：熊本市
- 荒木美鈴（カンパネラ所属）
- 池田史（元福岡放送）：熊本市
- 石川伸子（元RKB毎日放送→現：Chatbelle所属）：熊本市
- 小川りかこ（シャベール所属）
- 上野愛奈（セント・フォース所属）
- 桑原りさ（圭三プロダクション所属）：熊本市
- 荘口彰久（元ニッポン放送→現：アミューズ所属）：熊本市
- 武田真一（元NHK）：熊本市（生まれは阿蘇郡高森町）
- 橋口侑佳（元青森テレビ→KAB→名古屋テレビ→宮崎放送→現：セントラルジャパン所属）：須恵村（現・あさぎり町）
- 福田浩一（元テレビ熊本）：熊本市
- 松本尚子（元南日本放送→現：エス・オー・プロモーション所属）：熊本市
- 松本真由美（ホリプロアナウンサーズプロモーション所属）：八代市
- 村上美香（元KKT、ヒトコト社代表）：熊本市
- 吉村誠一郎（元テレビ西日本→元長崎国際テレビ→フリーアナウンサー・ナレーター）：熊本市

### 気象予報士
- 斉田季実治
- 平井信行：八代市
- 藤森涼子

### その他のマスコミ関係者
- 佐々木宏（元電通クリエーティブ局長、クリエイティブディレクター）：八代市
- ショーンK（本名 川上伸一郎、キャスター/ラジオパーソナリティー/ナレーター）
- 城本勝（NHK解説委員室解説副委員長）
- 中村俊介（朝日新聞記者）：熊本市
- 堀江信彦（元週刊少年ジャンプ編集長、現編集プロダクション代表取締役社長）
- 前田知巳（コピーライター、クリエイティブディレクター）：熊本市
- 美作太郎（編集者、出版社経営者、出版学研究者）：熊本市
- 豊福きこう（ライター）
- 山下憲治（編集者、Impress Watch創案者）

### その他の文化人
- 安達ひでや（チンドン屋）
- 池田運（翻訳家、インド研究家）
- 宇都宮章吾（アマチュア天文家）
- 大野勝彦（詩人、画家）：菊陽町
- 川田拓矢（純文学作家、詩人、英語教師）
- 河津秋敏（ゲームクリエイター）：小国町
- 久布白落実（女性解放運動家）：鹿本郡
- 黄小娥（易者）
- 篠田綾子（翻訳家）：出生は上海
- ジャック坂崎（スポーツビジネスマネージャー）
- 続素美代（登山家・翻訳家、日本人女性で初めて南極点に到達した）：玉東町
- ナガタタケシ（映像作家、CGクリエイター）
- 中山千夏（作家、俳優、歌手、声優、元参議院議員）
- 西道仙（ジャーナリスト、政治家、教育家、医師）
- 野田知佑（カヌーイスト、作家）
- 日高常博（評論家、プロデューサー、プランナー）：熊本市
- 船山春子（編集者、作家）：江田町
- 毛利高範（毛利式速記術の創始者、貴族院議員）
- 吉岡さちこ（横浜ベイスターズ・オフィシャルレポーター）
- 流山児祥（りゅうざんじ しょう）（声優、俳優、演出家、劇作家）：荒尾市
- 深水英一郎（ふかみ　えいいちろう）（システムエンジニア、経営者、メールマガジン配信プラットフォーム『まぐまぐ』創立者。ニュースサイト『ガジェット通信』創刊者）：益城町
- 山野アンダーソン陽子（ガラス工芸作家）

## 芸能人

### タレント

#### お笑いタレント
- あんこ (お笑い)：大津町
- 安心のカマグチ（元ダ・ヴィンチ、現スーパーボール）
- いけだてつや：（元三福星）：熊本市
- 市川歌志（市川歌志・泰子）：山鹿市
- 井手らっきょ：熊本市中央区
- 井上聡（次長課長）：玉名市
- 内村光良（ウッチャンナンチャン）：人吉市
- 海原はるか（海原はるか・かなた）：熊本市
- エスパー伊東
- エンブン（イタガキ）
- 風犬ナンジャ
  - 梅太郎：菊陽町
  - 江口幸久：菊陽町
- からし蓮根
  - 杉本青空：小国町
  - 伊織：熊本市
- 木下貴信（パタパタママ）：人吉市
- くりぃむしちゅー
  - 上田晋也：熊本市南区
  - 有田哲平：熊本市東区
- 黒田カントリークラブ（元TAIZO）
- クロノユウスケ
- こうすけ（初恋タロー）
- 小橋太っ太（元3フランシスコ、現小橋・奥村組）：熊本市
- ゴリけん：八代市
- コロッケ：熊本市南区
- しんじ（キュートン）：千丁町（現・八代市）
- そり（イタガキ）
- ダイタク
  - 吉本大
  - 吉本拓
- 高木ひとみ〇（ぽんぽこ）
- タクトOK!!（Everybody）
- 竹原ひろみ（ものまねタレント）：阿蘇町（現・阿蘇市）
- 田中健三（元・熊本キリン）
- ダブルウィッシュ
  - 中川新介：熊本市
  - 井手一博：熊本市
- タマ子（元三等分）
- チャンス青木：熊本市
- 東城しん（Wモアモア）
- 平山利（ホンキートンク）：菊池市
- 原哲男：熊本市
- ヒロシ：荒尾市
- プー&ムー
  - おたこぷー：本渡市（現・天草市）
  - おさむ：本渡市（現・天草市）
- 福島善成（ガリットチュウ）：本渡市（現・天草市）
- 藤岡佑将（空中ズボン）：南阿蘇村
- ベア志朗（元ザ・ゴリラバンド）
- ☆まかりな☆
  - かな
  - まり
- 八木崇うるとらブギーズ : 熊本市
- らりるRIE : 熊本市
- もっこすファイヤー
  - 拓：松島町（現・上天草市）
  - のりを：八代市
- 松尾魂（百獣マダム）
- 宮田洋容（宮田洋容・布地由起江）：三加和町（現・和水町）
- 無法松（ほたるゲンジ）：八代市
- 安井まさじ（吉本新喜劇）：熊本市南区
- ゆめっち（3時のヒロイン）：菊池市
- ラフ・コントロール
  - 重岡謙作
  - 森木俊介
- 竜大(プリズンクイズチャンネル)
- レイザーラモンRG（レイザーラモン）：上益城郡甲佐町
- 渡辺光（しゃかりき）：上益城郡御船町
- 肥後ドッコイ
  - イサオ：熊本市
  - ミートボール：上益城郡

#### 落語家・講談師・浪曲師
- 桂竹紋（落語家）：菊陽町
- 三遊亭好太郎（落語家）
- 三遊亭好一郎（落語家）：益城町
- 三遊亭ふう丈（落語家）：山鹿市
- 宝井琴調（講談師）：熊本市
- 港家小ゆき（浪曲師）:山鹿市

#### アイドル
- 藍染カレン（ZOC）
- 杏野はるな：球磨郡相良村
- 井尚美
- 井上晴美
- 上野未来
- AKB48グループ
  - AKB48
    - 倉野尾成美（UNLAME兼任）：荒尾市

  - SKE48
    - 井上瑠夏：泗水町、現・菊池市

  - HKT48元メンバー
    - 田中美久：熊本市
- 岡田彩夢（虹のコンキスタドール）
- 奥村梨穂（元IIIIIIIDIOM）
- 上國料萌衣（元アンジュルム）：熊本市（生まれは鹿児島）
- 川元由香：八代市
- 近藤沙瑛子（＃ババババンビ）
- 島ゆいか（元可憐Girl's）
- 白鳥沙南（元さくら学院）
- 末吉咲子/紅竜真咲 （中野風女シスターズ/風男塾）
- すもあ（Carnival☆Stars）
- 園田あいか
- 谷崎早耶（≠ME）
- 中川朋美
- 永田ルリ子（元おニャン子クラブ）
- 成清加奈子
- 西村まゆ子
- 西本ヒカル（元sherbetNEO）
- 花園うらら
- 本田ひまり（ハープスター）
- 森高千里：熊本市西区
- 古澤里紗（CUTIE STREET）
- 梅田みゆ（CUTIE STREET）

#### その他の全国区タレント
- 蒼山みこと（グラビアアイドル）
- 碧風歌（元グラビアアイドル）
- 石本祥
- 今吉めぐみ：益城町　元SDN48
- 植野堀まこと北区
- かながわIQ（放送作家）
- 神室舞衣
- 熊乃あい（元グラビアアイドル　元レースクイーン）
- 坂本麻紀子
- 早瀬かな：宇土市
- 藤井みのり（女優　レースクイーン）
- 茂森あゆみ：熊本市
- スザンヌ（元中野風女シスターズ）：植木町（現・熊本市北区）
- 水森由菜
- 那珂川もこ（グラビアアイドル）

#### ローカルタレント

##### 熊本県中心
- 上田啓介：熊本市南区
- うんばば中尾：熊本市中央区
- 英太郎：熊本市
- 大田黒浩一：熊本市
- 緒方由美：美里町
- 長船なお美：熊本市
- 甲斐麻友子：城南町（現・熊本市南区）
- 片山リナ：氷川町
- 加納麻衣：合志市
- かめきち
- 黒木よしひろ：熊本市
- こかどひろこ
- 嶋本えみ：芦北町
- 高橋よしえ：小川町（現・宇城市）
- 高村公平：人吉市
- 田代彩華：菊鹿町（現・山鹿市）
- 塚原まきこ：熊本市
- 常盤よしこ：熊本市
- ばってん荒川：熊本市
- ばってん城次（KKT「テレビタミン」やKAB「パチプレTV-R」に出演）
- 広崎美紗（モデル）
- 藤本一精：熊本市
- マーガリン：植木町（現・熊本市北区）
- マッコイ本田：高森町
- 実紀
- 宮川真美：熊本市
- 村岡章子：八代市
- 山内要
- 渡辺大輔：熊本市

##### 熊本県外
福岡県
- 秋本ゆかり
- 倉田もえ
- 黒田歩美夏：熊本市
- 西本美恵子
- 西山一星：宇土市
- 村仲皆美：人吉市

鹿児島県
- 宮原恵津子：熊本市

#### DJ・ラジオパーソナリティ
- 相越久枝（ラジオディレクター）：熊本市
- 伊津野亮（ナレーター）
- 江越哲也：熊本市
- 奥田圭：熊本市
- 小松士郎：熊本市
- 田口彩（エフエム山口、テレビ山口のパーソナリティ）
- 長木真琴：熊本市
- 中島ヒロト
- 永松ケンシ（ナレーター）
- 橋口真希：熊本市
- HARU
- 松村奈央：熊本市
- MEG
- 山下扶美：御船町

### 俳優

#### 男性
- 天草四郎：熊本市
- 荒木健太朗（舞台俳優）
- 伊沢一郎
- 泉知束
- 石原壮馬
- 稲田龍雄
- 井上亮：八代市
- 内田悠一：熊本市
- 梅澤悠
- 江藤大我
- 大迫茂生：熊本市
- 大崎捺希
- 大町文夫：熊本市
- 勝野洋：小国町
- 神谷光：人吉市
- 菊池卓也
- 岸博之
- 北村栄基
- 木下明水：八代市
- 木村彰吾
- 國村隼：八代市（大阪府大阪市育ち）
- 隈部洋平
- 幸田宗丸
- 高良健吾：熊本市
- 財津一郎：熊本市
- 斉藤秀翼：熊本市
- 境賢一
- 坂野栄信（元競泳選手）：熊本市
- 櫻間伴馬（能楽師）：熊本市
- 流石矢一
- 志水正義：玉名市
- 白崎誠也
- 神宮寺太郎（舞台俳優、声優、タレント）
- 深水三章
- 陳内将
- 杉本凌士：人吉市
- 大地康雄：熊本市
- 高島遼
- 竹財輝之助：熊本市
- 谷川昭一朗
- 玉寄兼一郎
- 常田富士男：南小国町（出生は長野県）
- 徳永邦治
- 富田浩太郎：玉名市
- 中原丈雄：湯前町
- 夏夕介：荒尾市
- 名和宏：熊本市
- 南条弘二：熊本市
- 西田昭市
- 野崎数馬
- 古澤栄基：波野村（現・阿蘇市）
- 堀田眞三：御所浦町（現：天草市）
- 真勝國之
- 益田てつ（スーツアクター）
- 松井靖幸（元俳優）
- 水元秀二郎
- 森喜行
- 保村大和：荒尾市
- 柳妻麗三郎：熊本市
- 矢野かずき（パントマイム俳優）：荒尾市
- 山口俊雄
- 大和孔太
- 山本昌平：出生地は台湾
- 米村亮太朗：八代市
- 笠智衆：玉名市

#### 女性
- 荒川さつき
- 石田えり：八代市
- 市川純：熊本市
- 市川咲（元仮面シスター・元asfi）
- 井上智恵（劇団四季）
- 今村美乃
- 芋生悠
- 上村明穂
- 上野未来：熊本市
- 小川夏果
- 荻野目慶子
- 小沢まゆ
- 甲斐まり恵：阿蘇市
- 甲斐麻美：熊本市東区
- 景井ひな
- 神嶌ありさ
- 木下あかり
- 倉科カナ：熊本市南区
- 小嶺麗奈：熊本市
- 坂ノ上茜
- 島田陽子：熊本市
- 隅乃倉ひろみ
- 園田あいか：熊本市
- 高橋玲奈（タレント、女優、アイドル）：熊本市
- 田川可奈美：宇土市
- 田島絵里香
- 橘希（倉科カナの妹、タレント、女優、アイドル）：熊本市南区
- 田畑志真
- 豊田麻里
- 中島葵：熊本市
- 永島暎子：八代市
- 中原翔子
- 夏生さち：天草市
- 夏川結衣：八代市
- 橋本愛：熊本市
- 古田しおり：熊本市
- 松野未佳
- 松永麻里
- 宮崎美子：熊本市
- 森恵
- 盛本真理子
- 平川結月：LDH JAPAN
- 福田沙紀：熊本市中央区
- 山田梨奈：
- 山野はるみ：熊本市

### 宝塚歌劇団
- 真風涼帆（元宙組トップスター）
- 映美くらら（元月組トップ娘役）
- 久遠麻耶（元宙組男役）
- 白華れみ（元星組娘役）
- 轟悠（元専科男役）

### モデル
- Jake（男性）
- アレサネスミス
- 杏菜
- 池原冬実（レースクイーン）
- 大森美知
- 岡野もえ
- 加覧愛
- 財前光希
- 境絵里加
- 澤田由希
- 田中芽衣
- つぶら
- 辻ゆりえ：合志市
- 中上真亜子：松橋町（現・宇城市）
- 中別府葵（女優、タレント）：合志町（現・合志市）
- 中山あやか
- 西田藍（アイドル）
- はらことは（レースクイーン）
- 福江ななか（レースクイーン）
- 福山絢水
- 前田ゆか
- 宮崎京：城南町（現・熊本市南区）
- 村上まりな（レースクイーン、タレント）
- 安村真奈
- 渕上彩夏：合志市

### 歌手
男性
- 逢川まさき：八代市
- 小山卓治
- 川崎龍介（俳優）
- KIMERU：西合志町（現・合志市）
- clear
- タケル：熊本市
- 鳴海カズユキ
- NESMITH （EXILE）：熊本市
- のあ：天草
- 天草二郎（演歌歌手）：天草市

女性
- 安倍里葎子（札幌市育ち）
- 森高千里：熊本市西区（大阪生まれ）
- 井上睦都実
- 可愛和美
- 叶正子（サーカス）
- 北口和沙
- 宝野アリカ（ALI PROJECT） ：熊本市
- 中村未来：八代市
- 南条采良
- 伴都美子（Do As Infinity）：山都町
- 松本野々歩
- 宮前ユキ：熊本市
- Leola

演歌歌手
- 青木美保：熊本市
- 石川さゆり：飽託郡飽田村（現・熊本市南区）
- 島津亜矢：植木町（現・熊本市）
- 水前寺清子：熊本市中央区
- 中島ゆきこ：長洲町
- 原田悠里：本渡市（現・天草市）
- 八代亜紀：八代市

### シンガーソングライター
- 成海カズト（Kenoのボーカリスト）：菊陽町
- 橋本昌彦：水俣市
- 東田トモヒロ：植木町（現・熊本市北区）
- 樋口了一：熊本市中央区
- 村下孝蔵：水俣市
- 関島秀樹
- 際田まみ：宇城市
- 舞花
- MICA：天草
- Yozuca*
- 中村千尋：八代市
- タイチジャングル：南阿蘇村

### ミュージシャン
- 井澤雄逸（TIMESLIP-RENDEZVOUS、ギター）
- 石岡塁（ベーシスト、元FANTA ZERO COASTER）
- IPPEI（作曲家、編曲家、作詞家、ボーカリスト）：出生は大阪府
- 稲田裕之（ビアンコネロ、ギター・ボーカル）：八代市
- 井本光紀（元Somaギタリスト、Avex Entertainment）
- 岩城茂美（元・内山田洋とクール・ファイブ、サックス・フルート）
- 岩崎貴文（ギタリスト、作曲家、編曲家、元・No?Yes!!）
- 宇都宮隆（TM NETWORKボーカリスト）
- 梅崎俊春（HΛLのリーダー）
- 大森信和（音楽プロデューサー、元甲斐バンドギタリスト）
- 緒方豊和（ボーカリスト、元CRAZE）
- 小島大介（ギタリスト、作曲家）：熊本市
- Calm（男性、テクノミュージシャン）
- 菊住守代司（キャプテンストライダムドラマー）：熊本市
- 小鳩ミク（BAND-MAIDギター・ボーカル）
- 紫垣徹（スカフレイムスギタリスト）
- シュン （ヴィドールギタリスト）
- GEORGE（LADIES ROOMベーシスト）
- 杉本恭一（レピッシュのリーダー、ギター・ボーカル）
- スマイリー原島（ロックミュージシャン、プロデューサー、ラジオパーソナリティ）
- 外村公敏（ドラマー）
- TAIZO（ギタリスト）
- 竹田昌史（A・cappellers） ：熊本市
- 楯岡裕人（theSoulギタリスト）：熊本市
- チャーリー永谷：熊本市
- Do Shock Booze（DJ、音楽プロデューサー）：阿蘇市
- 遠山卓也（ケイタクギタリスト）
- 敏いとう（敏いとうとハッピー&ブルー）
- 友田ジュン（エドガー・サリヴァン）（天草市）
- 中田裕二（椿屋四重奏、ボーカル・ギター）
- 永野椎菜（作詞家）
- 橋本貴久（乙三、トロンボーン）
- 葉山拓亮（音楽プロデューサー）
- ハルカハミングバード（シンガーソングライター、元Missing Link）
- 樋口雅紀（ヒルビリー・バップス、サックス）
- 深浦昭彦（S.E.N.S.、シンセサイザー）
- ポチョムキン：熊本市
- まきのりゆき（ヤング101を経てこおろぎ'73元リーダー）
- MAGUMI（レピッシュのボーカル・トランペット）
- 松本雅成（元BEE PUBLIC、ボーカル・ギター）
- 村石雅行（ドラマー）：熊本市
- 村上啓介（MULTI MAX、ギター・ボーカル）：湯前町
- 山木秀夫（ドラマー）
- 山本智幸（エスカーゴ）
- yuri（益田祐里）（m.o.v.eボーカリスト）
- 渡辺敦子（元プリンセス・プリンセスリーダー、ベース）：水俣市
- 松本健太（WANIMAベース・ボーカル・ワンチャン担当）：天草市倉岳
- 西田光真（WANIMAギター・コーラス）：天草市倉岳
- 藤原弘樹（WANIMAドラム・コーラス）：熊本市大江
- 寺中友将（KEYTALK ボーカルギター）
- 柴田隆浩（忘れらんねえよ ボーカルギター）
- 吉田敬（作曲家、キーボーディスト。大分県生まれ）：益城町

### バンド・ユニット
- 餓鬼レンジャー（ヒップホップ）
- ガガーリン(ロック)
- COOLON（ヒップホップ）：山鹿市
- GROUND NUTS（ロック）
- ネルソン・グレート（ex.それでよかったのか? ロック）
- BLUE ENCOUNT（ロック）
- 僕道1号：熊本市
- podo（ロック）
- montelima（サイケデリックロック）
- NORVER（ロック）
- WANIMA（メロディックパンク）

### クラシック（伝統）音楽家
- 三宅洋一郎（指揮者）
- 亀山勝子（ソプラノ歌手）：熊本市
- 佐々木典子（ソプラノ歌手）
- 澤村翔子（メゾソプラノ・ソプラノ歌手）
- 六車智香（ソプラノ歌手）
- 古瀬里恵（ジャズボーカリスト、ピアニスト、作曲家）：熊本市
- 瀬﨑明日香（ヴァイオリン奏者）：熊本市（千葉県育ち）
- 山崎貴子（ヴァイオリン奏者）：熊本市
- 林田戦太郎（マンドリン奏者・作曲家）：熊本市
- 奧田敏雄（トランペット奏者）：八代市
- 栗谷かずよ（フルート奏者・作曲家）
- 出田りあ（マリンバ奏者）：熊本市（現・ドイツ在住）
- 吉田ミカ（マリンバ奏者）：本渡市（現・ニューヨーク在住）
- 福田隆（打楽器奏者）：熊本市
- 大島優希（津軽三味線奏者）
- 髙﨑裕士（津軽三味線奏者）
- 平野野平（津軽三味線奏者）：人吉市

### アダルトタレント
- 井上あんり（元AV女優、元ストリッパー）
- 小谷みのり（元AV女優）
- 香取環（ピンク映画女優）：熊本市
- 桜樹ルイ（元AV女優・女優）
- さとう遥希（AV女優）
- 中原絵美（元AV女優、元ストリッパー）
- Hitomi（AV女優）
- 南野ひとみ（元AV女優）
- 柚本舞（AV女優、ストリッパー）
- 戸川夏也（AV男優）
- 祥子
- 和田咲子（元AV女優・タレント）

### 声優
男性
- 秋吉徹
- 綾川雪弥
- 石原良：熊本市
- 臼木健士朗
- 大倉正章
- 緒方文興
- 坂口賢一
- 坂熊孝彦
- 坂田将吾
- 酒巻光宏
- 田尻浩章
- 千葉繁：菊池市
- 西健亮
- 古川慎[3]
- 堀田智之
- 堀部隆一
- 三川二三
- 米田基裕

女性
- 青山吉能（元Wake Up, Girls!）
- 一田梨江
- うちの陽子
- 釘宮理恵：熊本市
- 串田えみ
- 斉木美帆
- 篠原侑
- 佐久間なつみ
- 寺崎裕香
- 西原さおり：熊本市
- のだまみ：熊本市
- 藤川由紀子
- 政木ゆか
- 松元恵
- 宮寺智子
- 山田礼子

### その他
- 4代目宝井琴調（講談師）：熊本市
- 美当一調（軍談師）
- 港家小ゆき（浪曲師）
- KiLa（マジシャン）：人吉市

## スポーツ

### サッカー

#### 海外リーグ
ヨーロッパ
- 谷口彰悟（シント＝トロイデンVV）：熊本市

北アメリカ
- 野田智裕 - カナダ・サッカーリーグ（ロイヤル・トロントFC）：合志市

アジア・オセアニア
- 西翼 - 韓国・Kリーグ1（ソウルイーランドFC）
- 佐藤祐介 - タイ・リーグ2（プーケットFC）：熊本市
- 山内祐一 - タイ・リーグ2（カスタムズ・ユナイテッドFC）：熊本市
- 樋口大輝 - タイ・リーグ3（チャムチュリー・ユナイテッドFC）：八代市

#### 国内リーグ
Jリーグ
- 荒木遼太郎（鹿島アントラーズ）：山鹿市
- 一美和成（ファジアーノ岡山FC）：八代市
- 飯星明良（ロアッソ熊本）：熊本市
- 岩下航（ロアッソ熊本）：熊本市
- 植田直通（鹿島アントラーズ）：宇土市
- 上村周平（ロアッソ熊本）：益城町
- 大谷幸輝（ギラヴァンツ北九州）：熊本市
- 車屋紳太郎（川崎フロンターレ）：熊本市
- 河原創（川崎フロンターレ）：山鹿市
- 神代慶人（ロアッソ熊本）：熊本市
- 黒木晃平（ロアッソ熊本）：大津町
- 小島圭巽（ロアッソ熊本）：熊本市
- 酒井崇一（カターレ富山）：長洲町
- 澤田崇（V・ファーレン長崎）：菊陽町
- 嶋田慎太郎（ツエーゲン金沢）：益城町
- 髙江麗央（モンテディオ山形）：熊本市
- 豊川雄太（RB大宮アルディージャ）：熊本市
- 中原輝（清水エスパルス）：山鹿市
- 野田裕喜（柏レイソル）：益城町
- 樋口叶（AC長野パルセイロ）：山江村
- 藤嶋栄介（鹿児島ユナイテッドFC）
- 松田天馬（京都サンガF.C.）
- 松本大輝（V・ファーレン長崎）
- 宮㟢海斗（ロアッソ熊本）：熊本市
- 山本宗太朗（奈良クラブ）

JFL
- 藤本拓臣（ヴェルスパ大分）

地域リーグ・都道府県リーグ
- 赤星雄祐（エスペランサSC）
- 秋吉泰佑（wyvern）：熊本市
- 岡田祐政（盛岡ゼブラ）
- 網田慎（アルティスタグランデ）：熊本市
- 小森田友明（三菱重工長崎サッカー部）
- 中田健太郎（FC刈谷）：熊本市
- 大岩亮太（元tonan前橋サテライト）：八代市
- 林田隆介（ジェイリースFC）：八代市
- 守田創（COEDO KAWAGOE F.C）
- 柳田健太（ヴェロスクロノス都農）：益城町

女子サッカー・地域リーグ
- 有富明菜（熊本ルネサンスフットボールクラブ）
- 木村絵梨（熊本ルネサンスフットボールクラブ）
- 塚本舞（横浜FCシーガルズ）

#### 引退選手
現役引退、指導者、解説者、審判員など
- 巻誠一郎（元ロアッソ熊本）：小川町（現・宇城市）
- 礒貝洋光（元選手・G大阪 - 浦和）：小川町（現・宇城市）
- 井上敬太（指導者・柏レイソルGKコーチ）
- 市原大嗣（指導者・ミネベアミツミFCコーチ）：大津町
- 上村健一（カマタマーレ讃岐ヘッドコーチ、元選手・広島 - C大阪 - 東京V - 熊本）：八代市
- 大瀬良直人（ロアッソ熊本アカデミーコーチ、元選手・熊本）：長洲町
- 大塚和征（元選手・福岡 - 長崎 - 福岡 - 長崎）：小国町
- 大塚翔太（元・水戸ホーリーホック）
- 大渕龍介（解説者、指導者、元選手・読売 - 全日空 - 甲府クラブ）
- 岡本賢明（指導者、元選手・ロアッソ熊本コーチ）：熊本市
- 落合正幸（元選手・柏 - 鳥栖 - 柏 - 川崎 - 栃木SC）：宇城市
- 甲斐公博（元U-17日本代表）
- 柏原丈二（審判員・スペシャルレフェリー、元選手・東邦チタニウム）
- 久木田紳吾（元選手・岡山、松本、群馬）：熊本市
- 櫛野亮（元選手・市原 - 千葉 - 名古屋 - 千葉）：熊本市
- 栗山裕貴（指導者・鹿児島ユナイテッドFCU-15監督）：熊本市
- 黒木恭平（元選手・鳥栖、山口、大分、鹿児島、京都）：大津町
- 蔵田岬平（元選手・松本、沼津）：宇城市
- 財満博文（元選手・広島 - 京都 - ブレイズ熊本）
- 坂田良太（元選手・熊本 - 栃木SC）：益城町
- 坂田恵（大分トリニータレディース監督、元女子サッカー選手）
- 佐藤光治（フットサル選手、元選手・福岡）
- 佐藤真也（元選手・沖縄 - 琉球 - 北九州）：熊本市
- 清水智士（指導者・サガン鳥栖テクニカルコーチ）
- 杉山哲（元選手・鹿島 - 札幌）：宇土市
- 関原凌河（元選手・富山 - 讃岐）
- 副島貴司（元・サガン鳥栖）：熊本市
- 高木純平（元選手・清水 - 札幌 - 東京V）：熊本市
- 田尻康晴（元選手・熊本 - 高知）：熊本市
- 田嶋幸三（日本サッカー協会専務理事、元選手・古河電工）
- 田中英雄（元選手・神戸、宮崎）：豊野町（現・宇城市）
- 鐡戸裕史（元選手・鳥栖 - 松本）：上益城郡
- 土肥洋一（レノファ山口FCGKコーチ、元選手・日立/柏 - FC東京 - 東京V）：熊本市
- 冨嶋均（日本サッカー協会公認B級コーチ、元選手・横浜F - 福岡）
- 中嶋雄大（元選手・ヴェルスパ大分）：合志市
- 中村幸聖（鹿島アントラーズジュニア監督、元選手・鹿島 - 山形 - 新潟）：長洲町
- 西弘則（元選手・熊本 - 大分 - 讃岐）：熊本市
- 西田信孝（元・FC岐阜）
- 西森正明（元選手・熊本、長崎、山口）：熊本市
- 二宮浩（FC東京U-15むさしコーチ、元選手・浦和 - 水戸）
- 長谷川豊喜（元選手・ヴェルスパ大分）：熊本市
- 畑実（元選手・熊本、鹿児島）：益城町
- 畑本時央（元選手・福岡 - 金沢 - 盛岡）
- 原田拓 （元選手・名古屋、大分、川崎、熊本）:熊本市
- 平岡和徳（熊本県立大津高等学校サッカー部監督）：松橋町（現・宇城市）
- 福留亮（元選手・京都 - 鳥栖）
- 藤本康太（指導者・セレッソ大阪アシスタントコーチ）
- 藤本大（元選手・熊本）：甲佐町
- 藤本敏史（ルーテル学院高校サッカー部GKコーチ、元選手・福岡）
- 藤本義一（元選手・鹿島 - 福島FC）
- 古島清人（大宮アルディージャGKコーチ、元選手・平塚 - 福岡 - 大宮）：八代市
- 本田真吾（元選手・Honda FC）
- 巻佑樹（名古屋グランパススカウト、元選手・名古屋 - 湘南 - 名古屋）：小川町（現・宇城市）
- 松尾昇悟（[元選手・長野、琉球）：熊本市
- 松本純一（ロアッソ熊本フィジカルコーチ）：玉名市
- 水本勝成（元選手・鹿児島）：氷川町
- 三原雅俊（元選手・鳥栖、神戸、柏）：熊本市
- 宮崎光平（元選手・広島、福岡、山形、徳島）：山鹿市
- 宮崎大志郎（元選手・熊本）：熊本市
- 森川泰臣（元選手・熊本）：益城町
- 森田浩史（大宮アルディージャU-12コーチ、元選手・鳥栖 - 新潟- 大宮 - 甲府 - チョンブリー - タイ・ポート - 長崎）
- 森山佳郎（サンフレッチェ広島ユース監督、元選手・広島 - 横浜F - 磐田 - 平塚）：熊本市
- 矢野大輔（元選手・G大阪、鳥栖、熊本）:菊陽町
- 山木勝博（元鹿島アントラーズ）
- 山口武士（ロアッソ熊本コーチ、元選手・鹿島 - 大分 - ソニー仙台 - 熊本）：熊本市
- 山口敏弘（元選手・G大阪 - 京都 - 広島）
- 山崎慎治（元選手・NKK - C大阪）
- 山本大貴（元選手・仙台、岡山、松本、長野）：宇土市
- 吉田智志（元・ロアッソ熊本）：美里町

### 野球

#### 現役選手
- アドゥワ誠（広島東洋カープ）：熊本市
- 荒西祐大（KAL・火の国サラマンダーズ）：玉名市
- 岩貞祐太（阪神タイガース）：熊本市
- 伊勢大夢（横浜DeNAベイスターズ）：熊本市
- 大竹耕太郎（阪神タイガース）：熊本市
- 川野涼多（埼玉西武ライオンズ）：熊本市
- 桑原秀侍（福岡ソフトバンクホークス）：熊本市
- 児玉亮涼（埼玉西武ライオンズ）：玉東町
- 島田海吏（阪神タイガース）：宇土市
- 津田啓史（中日ドラゴンズ）：熊本市
- 萩尾匡也（読売ジャイアンツ）：大津町
- 村上宗隆（東京ヤクルトスワローズ）：熊本市
- 百﨑蒼生（阪神タイガース）：菊池市
- 吉野光樹（横浜DeNAベイスターズ）：菊陽町
- 吉村優聖歩（読売ジャイアンツ）：熊本市
- 渡邉陸（福岡ソフトバンクホークス）：西原村

#### 引退選手
★はプロ野球監督経験者
- 相木崇（オリックス - 阪神）：熊本市
- 飽本唯徳（阪急）
- ★秋山幸二[4]（西武 - 福岡ダイエー - 福岡ソフトバンク監督）：宮原町（現：氷川町）
- 東瀬耕太郎（大洋 - ロッテ - 広島 - 中日 - 近鉄）：熊本市
- アドゥワ大（BCL・新潟）：熊本市
- 荒木健治（東急 - 大洋）
- 荒木翔太（福岡ソフトバンク）：玉東町
- 荒木雅博（中日、中日一軍内野守備走塁コーチ）：菊陽町
- 井洋雄（広島 - 中日）
- 池田純一（阪神）：荒尾市
- ★伊東勤（西武 - 西武コーチ - 韓国斗山ベアーズコーチ - 千葉ロッテ監督 - 中日ヘッドコーチ 現ARC九州 総監督）：熊本市
- 稲倉大輝（オリックス）：合志町（現・合志市）
- ★ 井上真二（巨人 - 元巨人三軍監督）：南関町
- 井上康弘（巨人）
- 猪口雄大（熊本ゴールデンラークス・火の国サラマンダーズ）：熊本市
- 猪本健太郎（福岡ソフトバンク - 千葉ロッテ - 福岡ソフトバンクブルペン捕手）：熊本市
- 井場友和（北海道日本ハム - 台湾・興農ブルズ - 長崎セインツ）：三角町（現・宇城市）
- 今井譲二（広島）：三角町（現・宇城市）
- 今村文昭（オリックス）：人吉市
- 岩瀬剛（国鉄）
- 上野重雄（毎日 - 東急）
- 内田照文（西鉄 - 広島）
- 江藤省三（巨人 - 中日 - 巨人、コーチ時代：巨人 - ロッテ - 横浜）：熊本市
- ★江藤愼一（中日 - ロッテ - 大洋 - 太平洋クラブ - ロッテ、元太平洋クラブ監督）：山鹿市
- 大津一洋（西武 - 南海）
- 大原徹也（西武 - 広島 - 近鉄）
- 岡田幸喜（阪急、同球団コーチ）：熊本市
- 緒方耕一（巨人 - 元巨人コーチ - 元北海道日本ハムコーチ - 現東京ヤクルト二軍内野守備走塁コーチ）：熊本市
- 緒方俊明（巨人 - 西日本パイレーツ - 東急）
- 岡本健一郎（阪急）：熊本市
- 岡本敏男（名古屋軍）
- 小田喜美雄（毎日）
- 小田裕也（オリックス）：八代市
- 柏田貴史（巨人 - メッツ - 巨人）：八代市
- 柏原純一（南海 - 日本ハム - 阪神）：八代市
- 金井正幸（中日 - ロッテ - 韓国ロッテ・ジャイアンツ）
- 金村康平（横浜）
- ★川上哲治（巨人、元巨人監督）：人吉市
- 川口敬次郎（西鉄 - 阪急）
- 河田寿司（東北楽天 -  現同球団ブルペン捕手兼育成担当コーチ）：熊本市
- 河野誉彦（大洋 - 西武）：天草郡（現・上天草市）
- 川本智徳（日本ハム - 西武 - 中日）：八代市
- 清原初男（ゴールドスター - 東急 - 西日本パイレーツ - 西鉄クリッパース）
- 釘谷肇（ヤクルト）：八代市
- ★古賀英彦（巨人、コーチ：太平洋クラブ - 福岡ダイエー、2軍監督：福岡ダイエー - 千葉ロッテ）：熊本市
- ★後藤次男（阪神、元阪神監督）：熊本市
- ★古葉竹識（広島 - 南海、元広島・大洋監督）：熊本市
- 小平誠司（巨人）
- 西園寺昭夫（東レ - 東映 - 阪神 - アトムズ・ヤクルト）：熊本市
- 坂口千仙（南海 - 日ハム - ヤクルト）：菊池市
- 坂田和隆（南海）
- 坂本盛明（大洋）：
- 迫丸金次郎（巨人 - 広島）
- 佐藤和宏（大阪近鉄 - 東北楽天 - 現関西メディカルスポーツ学院コーチ）：阿蘇町（現・阿蘇市）
- 佐藤貞治（広島）
- 佐藤元彦（東京オリオンズ - 大洋）：熊本市
- 塩崎真（オリックス - 元オリックスコーチ）：八代市
- 島田雄二（東映 - 巨人）
- 正垣宏倫（阪急 - 広島 - 解説者）
- ★末次利光（巨人V9時代の5番打者、元2軍監督・コーチ）：人吉市
- 末廣五大（千葉ロッテ）：熊本市
- 杉尾拓郎（兵庫）：熊本市
- 鈴木田登満留（巨人）：
- 園川一美（千葉ロッテ - 元千葉ロッテコーチ）：千丁町（現：八代市）
- 高倉照幸（西鉄 - 巨人 - アトムズ）：熊本市
- 高崎健太郎（横浜DeNA - 同球団職員）：甲佐町
- 高波文一（阪神 - 西武 - 東北楽天 - オリックス - 現福岡ソフトバンクコーチ）：牛深市（現・天草市）
- 高野一哉（信濃）：熊本市
- 高村洋介（阪神）：熊本市
- 高山久（埼玉西武 - 阪神 埼玉西武一軍打撃コーチ）：熊本市
- 竹口昭憲（南海）
- ★武宮敏明（巨人 - 巨人2軍監督・コーチ・合宿所寮長）：熊本市
- 竹本修（阪急）
- 田尻茂敏（アトムズ - 巨人）
- 立岡宗一郎（ソフトバンク - 巨人）：田浦町（現：芦北町）
- 田中彰（阪急）
- 田中金太郎（名古屋軍）
- 田中大輝（巨人 - 元同球団打撃投手）：熊本市
- 田中資昭：（巨人 - 大洋）：熊本市
- 田中雅興（オリックス - 同球団職員）：熊本市
- 谷宏明（近鉄 - ヤクルト）：熊本市
- 谷松浩之（ヤクルト）：八代市
- 田端謙二郎（近鉄）
- 津末英明（日本ハム - 巨人）：熊本市
- 恒村勝美（巨人）：人吉市
- 寺本比呂文（西武）：甲佐町
- 遠山奬志（阪神 - 千葉ロッテ - 阪神 - 元阪神コーチ、現浪速高等学校監督）：田浦町（現・芦北町）
- 豊永隆盛（中日）
- 頓田国満（南海）
- 中島弘美（太平洋クラブ・クラウンライター）
- 長島吉邦（広島）
- 中野英明（近鉄）
- 永野吉成（ロッテ - 横浜 - ロッテ・スカウト）
- 中村和臣（大阪タイガース）：菊陽町
- 中村晨（福岡ソフトバンク）：熊本市
- 中村民雄：（翼軍 - 西鉄軍）：熊本市
- 中村光良（広島、コーチ：大洋 - 西武 - 俊国ベアーズ）
- 新美敏（日拓 - 広島）：山鹿市
- 西浦颯大（オリックス）：八代市
- 西里幸喜（阪神）：熊本市
- 二宮正己（阪急 - 中日）
- 野口善男（大洋）：
- 野田浩司（阪神 - オリックス - 解説者）
- 野田浩輔（埼玉西武、現同球団バッテリーコーチ）：八代市
- 野村裕二（日本ハム）：鏡町（現・八代市）
- 橋本篤郎（巨人）：芦北町
- 浜岡浩幸（阪神）：長洲町
- 林泰宏（巨人 - 近鉄 - 大洋）
- 原田孝一（阪急 - 南海 - セ・リーグ審判員）
- 原田末記（ヤクルト）：山鹿市
- 平川雅敏（広島）：熊本市
- 福島敬光（巨人）
- 福島重男（日本ハム）：葦北郡
- 福永栄助（西鉄 - ヤクルト）
- 藤枝慎治（ヤクルト - 大洋）：熊本市
- 藤野光久（中日）：熊本市
- 藤村大介（巨人 - 元同球団コーチ、現同球団職員）：熊本市
- 古沢淳（ヤクルト）
- 蓬萊昭彦（西武 - 中日 元横浜DeNAコーチ）：熊本市
- 星原一彦（広島）：球磨郡
- 前田亨（阪急 - パ・リーグ審判）
- 前田智徳（広島）：玉名市
- ★前田益穂（中日 - 東京オリオンズ、コーチ：ロッテ - 中日 - 大洋 - 日ハム、監督：台湾・俊国ベアーズ）：熊本市
- 松枝三男（大洋）
- 松岡功祐（大洋）
- 松岡健一（東京ヤクルト - 現東京ヤクルトコーチ）：玉名市
- 松崎秀昭（南海）
- 松中信彦（福岡ソフトバンク）：八代市
- 松永幸男（中日 - 台湾統一ライオンズ）：芦北町
- 松本輝（福岡ソフトバンク - 東北楽天 - 現福岡ソフトバンクスカウト）：熊本市
- 松元秀一郎（ヤクルト - オリックス）：熊本市
- 松本正幸（巨人）
- ★馬原孝浩（福岡ソフトバンク - オリックス、火の国サラマンダーズピッチングGM・監督 ）：熊本市
- ★真弓明信（太平洋クラブ・クラウンライター - 阪神 - 大阪近鉄コーチ - 阪神一軍監督）：南関町小学3年生まで南関町に住む
- 丸尾千年次（阪急）
- 右田一彦（大洋 - ロッテ）
- 右田雅彦（南海 - 阪神）：熊本市
- 溝脇隼人（中日）：岱明町（現：玉名市）
- 御船英之（福岡ダイエー - 広島 - 近鉄 - プロフェッショナル・ベースボール・アカデミー熊本校コーチ）
- 宮本秀明（DeNA）：八代市
- 宮脇則昭（阪神）：荒尾市
- 村上誠一（福岡ダイエー - 阪神）：八代市
- 八浪知行（西鉄 - 大映 - 九州学院監督 - 熊本工業監督 - 熊本県議会議員）
- 柳田真宏（巨人）：熊本市
- 山内孝徳（南海・福岡ダイエー、元福岡ソフトバンクコーチ）：天草郡（現・上天草市）
- 山口翔（広島 - KAL・火の国サラマンダーズ）：熊本市
- 山下浩二（阪急）
- 山中浩史（福岡ソフトバンク - 東京ヤクルト）：天草市
- 山野和明（西武 - 中日）
- 山村幹弘（大洋）
- 山本公士（阪急ブレーブス）
- 山本哲也（阪神）：熊本市
- 山本光将（巨人 - ジャイアンツメソッド宮崎ベースボールスクール・コーチ）：泗水町（現：菊池市）
- 山森雅文（阪急・オリックス、元日本ハム・オリックス・千葉ロッテコーチ、現JFE東日本硬式野球部コーチ）：豊野町（現・宇城市）
- 吉田猪佐喜（名古屋軍（産業軍） - 松竹ロビンス）
- 吉原正喜（巨人）：熊本市
- 吉本亮（福岡ソフトバンク - 東京ヤクルト - 現福岡ソフトバンク打撃コーチ）：宇城市
- 与田順欣（西鉄）
- 米村明（中日）
- 米村和樹（阪神）：熊本市
- 脇坂隆志（近鉄）
- 渡辺長助（阪神、元阪神チーフスコアラー）：八代市

#### その他
- 木村茂（元済々黌高・鎮西高監督）
- 木村重太郎（東芝野球部）
- 小林秀一（愛知学院大学野球部元監督、現准教授）
- 佐伯真貴（熊本ゴールデンラークス選手兼コーチ）
- 田中敏弘（熊本ゴールデンラークス監督）
- 古田昌幸（元熊谷組選手兼任監督）：熊本市
- 村上和幸（元三菱重工長崎硬式野球部選手・コーチ）：熊本市
- 村上竜太郎（三菱重工長崎硬式野球部選手兼コーチ）
- 吉浦貴志（日産自動車硬式野球部）
- 三浦真一郎（元セントラル・リーグ審判）：不知火町（現・宇城市）
- 片岡安祐美（茨城ゴールデンゴールズ）：熊本市
- 中嶋南美（日本女子プロ野球機構）：上益城郡御船町
- 松村朱咲（日本女子プロ野球機構）
- 中川莉奈（日本女子プロ野球機構）
- 橋本ひかり：（大阪ブレイビーハニーズ - 兵庫ディオーネ - 京都フローラ - 東北レイア監督）：熊本市

### バレーボール
男子
- 朝日健太郎：熊本市
- 角田辰徳：菊池市
- 坂梨朋彦：合志市
- 鈴木孝政：菊陽町
- 濱口純一：天草市
- 冨士田裕大： 八代市
- 前村直樹：熊本市
- 村上龍介：八代市
- 脇戸新之助：宇土市

女子
- 芥川愛加：宇土市
- 木村亜沙美：熊本市
- 古賀紗理那
- 白垣里紗：熊本市
- 徳川恵理：菊池市
- 松浦寛子：熊本市

### バスケットボール
男子
- 上田隼輔
- 岡山恭崇：益城町
- 小林慎太郎：熊本市
- 西塔佳郎
- 高田慶太
- 高濱拓矢
- 久山智志

女子
- 江口真紀：水俣市
- 金子貴代美
- 永石春奈
- 花田有衣
- 前田優香
- 宮本輝子：小川町（現・宇城市）
- 森井智恵
- 吉田舞

### ラグビー
- 石田一貴:阿蘇市
- 石田大河
- 井島彰英
- 大川創太郎:熊本市
- 小川朋弘(レフリー):本渡市
- 筬島直人
- 小田正浩
- 金本航
- 菊池功一郎:玉名郡
- 木付丈博
- 清原祥
- 工藤良麻
- 猿渡康雄
- 汐月佑心
- 正海智大
- 積賢佑:宇土市
- 竹下敬介
- 立川大介
- 田中智広
- 田上稔:熊本市
- 徳永亮
- 中居智昭
- 中田晃司
- 西浦洋祐
- 端迫雅俊
- 乗松聖矢(車いすラグビー):大牟田市
- 橋本法史
- 平島久照:熊本市
- 平田一真
- 町野泰司
- 宮本郁大
- 向山昌利
- 吉村一将
- 渡辺郷

### ウィルチェアーラグビー
- 島川慎一（2012年ロンドンパラリンピック出場）：長洲町

### ハンドボール
- 岩本真典
- 蔵田照美
- 中川善雄：三角町（現・宇城市）
- 巻加理奈：小川町（現・宇城市）

### テニス
- 米村知子：城南町（現・熊本市）

### バドミントン
- 古財和輝
- 陣内貴美子：八代市
- 園田啓悟
- 橋本博且：熊本市
- 本山秀昭
- 藤井瑞希：芦北町
- 福島由紀：八代市
- 廣田彩花：和水町

### 卓球
- 坂田倫子：熊本市
- 坂田愛：熊本市
- 下長智子：熊本市

### ゴルフ
男子
- 坂田信弘：熊本市
- 永野竜太郎：益城町

女子
- 青山加織：熊本市
- 有村智恵：熊本市
- 一ノ瀬優希：熊本市
- 上田桃子：熊本市
- 大里桃子：南関町
- 清元登子：熊本市
- 古閑美保：熊本市
- 紫垣綾花：熊本市
- 平瀬真由美：熊本市
- 不動裕理：熊本市
- 笠りつ子：菊陽町

### ボウリング
- 日置秀一

### ゴールボール
- 浦田理恵：南関町

### 相撲
現役力士
- 川副圭太：宇土市
- 草野直哉：宇土市
- 佐田の海貴士：熊本市東区
- 正代直也：宇土市
- 貴健斗輝虎：八代市
- 藤青雲龍輝：熊本市西区
- 芳東洋：嘉島町

現役引退
- 不知火諾右衛門（8代横綱）：肥後国宇土郡轟村栗崎（現・宇土市栗崎）
- 不知火光右衛門（11代横綱）：肥後国菊池郡陣内村（現・大津町）
- 大瀧森右エ門（第3代大関）
- 栃光正之（東大関）：牛深市（現・天草市深海町）
- 福の花孝一（東関脇）：合志町（現・合志市）
- 不動岩三男（西関脇）：熊本市
- 阿蘇ヶ嶽寅吉（東小結）：熊本市
- 佐田の海鴻嗣（東小結）：一の宮町（現・阿蘇市）
- 智ノ花伸哉（東小結、現・年寄玉垣）：八代市
- 濱ノ嶋啓志（西小結、現・年寄尾上）：宇土市
- 普天王水（西小結、現・年寄稲川）：天水町（現・玉名市）
- 潮錦義秋（西張出小結）：城南町（現・熊本市南区）
- 鞍ヶ嶽楯右エ門（西前頭筆頭）：熊本市
- 八方山主計（西前頭筆頭）：泗水町（現・菊池市）
- 肥後ノ海直哉（西前頭筆頭、現・年寄木村瀬平）：熊本市
- 吉王山修（東前頭2枚目）：八代市
- 小柳平助（西前頭3枚目）：肥後国飽田郡（現・熊本市）
- 白田山秀敏（東前頭4枚目）：鏡町（現・八代市）
- 芳ノ山夛治郎（東前頭4枚目）：玉名郡
- 黒雲雷五郎（西前頭6枚目）：玉名郡
- 千代白鵬大樹（西前頭6枚目）：山鹿市
- 巖虎寛一（東前頭7枚目）：千丁村（現・八代市）
- 熊川熊次郎（中頭（関取）または前頭7枚目）
- 天鎧鵬貴由輝（西前頭8枚目、現・年寄北陣）：天水町（現・玉名市）
- 天水山正則（西前頭10枚目）：天水町（現・玉名市）
- 濱錦竜郎（東前頭11枚目）：熊本市
- 高錦昭應（西前頭11枚目）：飽託郡北部村（現・熊本市北区）
- 牧本英輔（東前頭12枚目）：宇土市
- 稲ノ森勉（東前頭14枚目）：熊本市
- 玉櫻八郎（東前頭20枚目）：熊本市水道町
- 花ノ藤昭三（東十両筆頭）：富合町（現・熊本市南区）
- 上潮智也（東十両2枚目）：七城町（現・菊池市）
- 昭光徳昭（西十両3枚目）：有明町（現・天草市）
- 白乃波寿洋（西十両4枚目）：宇土市
- 輝山大峯（東十両8枚目）：熊本市
- 熊乃浦忠行（西十両9枚目）：湯浦町（現・芦北町）
- 肥後ノ城政和（西十両9枚目）：城南町（現・熊本市南区）
- 北勝光康仁（西十両10枚目）：本渡市（現・天草市）
- 花龍真吾（東十両12枚目）：天草郡五和町（現・天草市）
- 竜虎川上（西十両12枚目）：宇土市
- 鎌錦爲之助（西十両18枚目）：葦北郡
- 時潮信雄（西十両21枚目）：熊本市
- 時潮豊（東幕下筆頭）：熊本市
- 肥後嵐悠太（東幕下2枚目）：熊本市北区
- 照瀬川邦昭（東幕下43枚目）：熊本市

行司
- 式守伊之助 (26代)（立行司）：小川町（現・宇城市）

司家
- 吉田司家（800年以上の歴史を持つ、五条家に代わる相撲の司家、家元）

### 武道家
- 大野熊雄（武道家）：熊本市
- 久米平内（武士、剣術家）：肥後国熊本（現・熊本市）
- 澤山収蔵（居合道家）：宇土市
- 谷口興一（躰道指導者、医師）
- 吉澤一喜（武道家）：下益城郡松橋歌里（現・宇城市松橋町）

### 柔道
男子
- 秋本勝則：牛深市（現・天草市）
- 秋本啓之：松橋町（現・宇城市）
- 上水研一朗
- 穴井亮平
- 稲田明
- 岩田久和：熊本市
- 岩釣兼生
- 上村春樹：小川町（現・宇城市）
- 牛島辰熊：熊本市
- 内柴正人：合志町（現・合志市）
- 木村政彦：飽託郡川尻町（現・熊本市南区川尻）
- 高野裕光：下益城郡
- 高橋和彦：阿蘇市
- 立山広喜：南関町
- 原口謙一
- 福岡政章
- 山下泰裕：矢部町（現・山都町）
- 山本洋祐：飽託郡天明町（現・熊本市南区）
- 吉村和郎：熊本市

女子
- 岩田千絵
- 緒方亜香里：松橋町（現・宇城市）
- 岡村智美：鏡町（現・八代市）
- 中原ひとみ
- 二宮美穂：菊池郡
- 松崎みずほ：御船町
- 森崎由理江：八代市

### 剣道
- 内村良一：熊本市
- 江口卯吉（銃剣術・剣道家、陸軍軍人）
- 大麻勇次：玉名市
- 正代賢司：熊本市
- 高鍋進：熊本市
- 寺本将司：熊本市
- 森島健男：益城町

### フェンシング
- 久保紀子

### プロレス
- AMAKUSA（プロレスリング・ノア、元SUPER CREW - レスリングドリーマーズ - KAIENTAI-DOJO→2AW）：熊本市
- 池田大輔（フーテン・プロモーション、元藤原組 - 格闘探偵団バトラーツ - プロレスリング・ノア）：牛深市（現・天草市）
- 稲葉大樹（プロレスリング・ノア、元全日本プロレス - フリー - WRESTLE-1）：山鹿市
- Emi（レフェリー、VKF）：上益城郡益城町
- 琴香（元DRAGON GATE）：阿蘇郡南小国町
- 椎葉おうじ （フリー、元DRAGON GATE）：阿蘇郡南小国町 - 琴香の実弟
- 潮崎豪（プロレスリング・ノア、元全日本プロレス）：熊本市
- 将軍岡本（IGF、元大相撲力士）：長陽村（現・南阿蘇村）
- TAJIRI（九州プロレス、元IWA・JAPAN - フリー - 大日本プロレス - CMLL - ECW - WWE - フリー - ハッスル - SMASH - WNC - WRESTLE-1 - WWE - フリー - 全日本プロレス）：玉名市
- ハヤブサ（隼計画、元FMW - WMF）：八代市
- 堀口元気（DRAGON GATE）：熊本市
- 幸村ケンシロウ（プロレスリング求道軍、元フリー - 西日本プロレス - 九州求道軍）：八代市
- 吉岡世起（フリー、元レッスルゲート - 全日本プロレス練習生 - WRESTLE-1 - プロレスリング・ノア）：熊本市
- 成宮真希（アイスリボン）：熊本市

引退者
- グレート草津（日本プロレス - 国際プロレス）：熊本市
- 阿蘇しのぶ（全日本女子プロレス - ニューワールド女子プロレス - ジャパン女子プロレス）：熊本市
- マッハ文朱（全日本女子プロレス - 女優・タレント）：天草郡大矢野町（現・上天草市）
- 熊本ちえ（レフェリー、KAIENTAI-DOJO）：熊本市

### レスリング
- 田上高（レスリング→テニス）：八代市
- 志土地希果：熊本市
- 古市雅子：菊池市

### 空手
- 坂本恵義
- 西村誠司

### ボクシング
- 石田順裕：長洲町
- クレイジー・キム：荒尾市
- 田中光吉：錦町
- 豊住徳太郎：熊本市
- ロイヤル小林：下益城郡
- 谷山佳菜子:合志市
- 森武蔵：菊池市
- 重岡銀次朗
- 重岡優大：熊本市
- 永田丈晶：熊本市
- 堤聖也：熊本市

### キックボクシング
- 神風莉央：熊本市
- 林田昌子：菊池郡

### 総合格闘家
- 井上誠午：熊本市
- 小路伸亮

### 陸上競技
男子
- 赤﨑暁：大津町
- 上野飛偉楼：菊水町（現・和水町）
- 浦田春生：天草市
- 江里口匡史：菊池市
- 岡田正裕（拓殖大学陸上競技部監督）：熊本市
- 金栗四三（日本のマラソンの父）：和水町
- 末續慎吾：熊本市
- 豊田敏夫：人吉市
- 中村祐二
- 堀端宏行（長距離走・マラソン）：八代市
- 丸小野仁之
- 山本行文（車いすマラソン）

女子
- 飯田怜（中距離走、駅伝）
- 川上優子：松橋町（現・宇城市）
- 前田彩里（長距離走）：大津町
- 松野明美（ソウル五輪10000m代表、現・参議院議員）：植木町（現・熊本市北区）
- 宮崎安澄
- 守田滿（マスターズ陸上）
- 吉本ひかり（中長距離走）：下益城郡

### 体操
- 桑原俊

### ダンス
- 浦上雄次（タップダンサー）
- 松本光祐（社交ダンサー）
- 福島昌美（バレエダンサー）
- ユーコ・スミダ・ジャクソン：熊本市（現・熊本市中央区）

### 競泳
- 青木まゆみ：菊鹿町（現・山鹿市）
- 青木行義
- 柴田隆一

### スケート
- 藤本貴大（ショートトラックスピードスケート選手）：西合志町（現・合志市）

### スノーボード
- 鬼塚雅

### オートレース
- 小林啓二

### D1
- 植尾勝浩

### 競馬
- 清田十一
- 後藤孝鎮
- 高倉稜
- 田中純
- 西村栄喜
- 松島慧
- 松永幹夫（JRA） ：西合志町（現・合志市）
- 村島俊策：熊本市
- 尾関知人（調教師）

### 競輪
男子
- 池上洋二郎（元陸上競技選手）
- 緒方浩一
- 北村徹（新人王：1981年）
- 清嶋彰一：熊本市（日本選手権競輪：1985年・1987年）
- 倉岡慎太郎（1985年ジュニア世界選手権スプリント3位）
- 合志正臣：熊本市（全日本選抜競輪：2006年）
- 齊藤努：熊本市（新人王：1994年）
- 中川誠一郎（諒子の兄）：熊本市（日本選手権競輪：2016年、全日本選抜競輪：2019年、高松宮記念杯競輪：2019年）
- 中本匠栄：宇土市（共同通信社杯競輪：2020年）
- 西川親幸（S級最年長優勝記録保持者：2018年）
- 野口大誠：熊本市（ヤンググランプリ：2015年）
- 藤本博之 (1964年生の競輪選手)
- 松岡孔明
- 松岡貴久
- 松本秀人
- 松本秀房（新鋭王：1966年）
- 宮路雄資（高松宮賜杯競輪：1966年、日本選手権競輪：1966年）
- 宮本義春（全国争覇競輪：1950年、1952年）
- 森内章之
- 山内卓也：熊本市（西日本王座決定戦：2005年）
- 山本清治（全国争覇競輪：1950年、高松宮賜杯競輪：1950年・1951年・1959年、競輪王：1951年、全国都道府県選抜競輪：1953年・1954年）
- 矢村正

女子
- 尾方真生
- 田仲敦子：熊本市
- 中川諒子（元女子重量挙げ選手、誠一郎の妹）：熊本市
- 西島叶子

### 競艇
- 荘林幸輝
- 松村敏
- 山崎毅
- 岩崎芳美：人吉市
- 坂本奈央
- 中亮太

### カヌー
- 井上清登

### ボート
- 片岡勇
- 本田大三郎：坂本村（現・八代市）

### セーリング
- 高木裕（英語版）

### ライフセービング
- 荒木汰久治

## その他

### 実業家・財界人
- 赤星陸治（元小岩井農場場長、元三菱地所社長・会長）：鏡町（現・八代市）
- 伊豆富人（元熊本日日新聞社社長）
- 磯田一郎（元住友銀行会長、元経団連副会長）：熊本市
- 市川俊英（三井ホーム社長）：八代市
- 茨木國夫（和の國代表）：菊池市
- 上田碩三（第3代電通社長、ジャーナリスト）
- 上田昌孝（元アメリカンホーム保険会社会長兼CEO、セシール会長兼CEO）
- 大倉眞一郎（元タイノス社長、現ラジオ番組ナビゲーター）
- 奥村剛（プリンスホテル執行役員、東京都市圏エリア統括総支配人、埼玉西武ライオンズ球団社長、元社会人野球選手）：熊本市
- 小田啓二（兼松元代表取締役社長・会長）：熊本市
- 甲斐隆博（肥後銀行頭取）
- 嘉悦朗（横浜マリノス社長）
- 門垣逸夫（熊本朝日放送代表取締役会長、元朝日新聞記者）：熊本市
- 金森次郎（山之内製薬取締役などを歴任）
- 木村康（石油連盟会長）：熊本市
- 久保田豊（日本工営創業者、元日本社会党衆議院議員）：阿蘇郡（現・阿蘇市一の宮町）
- 桑原潤（元ヤクルト本社社長、元ヤクルトスワローズオーナー）
- 斉藤惇（日本取引所グループ取締役兼代表執行役グループCEO）
- 迫静二（元富士銀行頭取）：熊本市
- 嶋津忠裕（えちごトキめき鉄道代表取締役社長）：人吉市
- 高木第四郎（弘乳舎創業者、元九州新聞（現熊本日日新聞）社長）：熊本市
- 竹下道夫（宇部興産第11代代表取締役社長）
- 田代喜久雄（元テレビ朝日社長）
- 立石一真（オムロン創業者）：熊本市
- 田中浩二（JR九州元社長・会長、現相談役）：天草郡河浦町（現・天草市）
- 田中千一（ランシステム創業者）
- 田村浩章（宇部興産第10代代表取締役社長）：熊本市
- 戸上信文（戸上電機製作所、日本タングステン創業者）
- 戸崎誠喜（元伊藤忠商事会長）
- 永田照喜治（永田農法の創始者）：天草
- 中野健二郎（阪神高速道路会長、元三井住友銀行副会長）：熊本市
- 長野吉彰（肥後銀行元頭取・会長、現常任顧問）：熊本市
- 西野一夫（元東宝代表取締役副社長、芸苑社・東宝映像美術初代代表取締役社長）：熊本市
- 信原啓也（元日本クレジットカード協会会長、元ジェーシービー（JCB） 社長）：熊本市
- 橋本英二（日本製鉄会長）：錦町
- 長谷川周重（元住友化学工業社長・会長）
- 長谷部忠（元朝日新聞社社長）
- 平野洋一郎（インフォテリア創業者、社長）
- 平山秀雄（電波新聞社創業者）
- 廣田馨（元積水化学工業社長・会長）
- 藤井博行（元日立金属会長兼社長）：菊池市
- 古荘四郎彦（初代千葉銀行頭取）：熊本市
- 細谷英二（元りそなホールディングス会長）：熊本市
- 前田晃伸（元みずほフィナンシャルグループ社長、育ちは大分県中津市）
- 真島襄一郎（製紙会社経営者）
- 馬城文雄（日本製紙社長）
- 光永星郎（電通創業者）：八代郡野津村（現・氷川町）
- 宮本三喜彦（初代明治安田生命保険会長）
- 本山彦一（大阪毎日新聞社長、貴族院議員）
- 山本健一（第6代マツダ社長）
- 山本卓眞（富士通の社長・会長・名誉会長を歴任）：熊本市
- 本郷秀之（スターティアホールディングス創業者・社長、一般財団法人ほしのわ財団代表、一般社団法人熊本創生企業家ネットワーク代表）：長洲町

### 医師
- 石井禮次郎（聖母幼稚園理事長）
- 内田守：菊池郡泗水村（現・菊池市）
- 小畑惟清（産婦人科医）
- 加地正郎（内科医）：熊本市
- 佐伯理一郎（産婦人科医）
- 添島義和（歯科医師、歯学者）：長洲町
- 鳩野宗巴 (8世)
- 原田永之助（眼科医）：天草郡（現・天草市御領）
- 福田令寿（教育者、社会事業家）：松橋町（現・宇城市）
- 松田ナミ：八代市
- 宮崎松記：八代市

### 宗教家
- 麻原彰晃（オウム真理教元代表）：八代市
- 鹿島俊郎（普明会教団創立者）：熊本市
- 手島郁郎（キリストの幕屋創始者）
- 藤井日達（日本山妙法寺大僧伽創始者）：阿蘇郡（現・阿蘇市一の宮町）
- 福島源次郎（創価学会元副会長）
- 月感（仏教僧侶、浄土真宗）
- 能令速満（仏教僧侶、浄土真宗）
- 藤岡覚音（仏教僧侶、浄土真宗）：宇土郡網津村浄蓮寺（現・宇土市）
- 皇円（仏教僧侶、天台宗）
- 豪潮（仏教僧侶、天台宗）：玉名市岱明町山下
- 佐田介石（仏教僧侶、攘夷運動・梵暦運動の指導者）：肥後国八代郡種山村（現・八代市）
- 俊芿（月輪大師、真言宗泉涌寺派の宗祖）
- 大智（仏教僧侶、曹洞宗）
- 鉄眼道光（仏教僧侶、黄檗宗）：肥後国益城郡守山村（現・宇城市小川町）
- 日導（仏教僧侶、日蓮宗）
- 日羅大師（仏教僧侶、政治家、聖徳太子の師）：肥後国葦北郡
- 海老名みや（キリスト教の婦人活動家）：肥後国上益城郡沼山津村（現・熊本市東区沼山津）
- 勝本正實（牧師、神学校教師、著作家）
- 金森通倫（牧師）：肥後国玉名郡小天本村（現・玉名市）
- 喜田川広（牧師、日本ナザレン教団創立者）
- 北森嘉蔵（牧師、神学者）：熊本市
- 小崎弘道（牧師、同志社第2代総長）：肥後国託麻郡本山村（現・熊本市本山町）
- 沢村五郎（牧師、神学教育者、関西聖書神学校創設者）：熊本県熊本区城山村（現・熊本市）
- 竹崎八十雄（牧師、教育者）：熊本市
- 千葉昌雄（牧師）：八代市
- 永松幾五郎（牧師）：南関町
- 原田助（牧師、同志社第7代総長）：肥後国飽田郡坪井村（現・熊本市坪井）
- 宮川経輝（牧師）：肥後国阿蘇
- 森本春子（婦人伝道者）
- 横井時雄（牧師、同志社第3代総長、元衆議院議員）
- 渡瀬主一郎（牧師）：八代市
- 渡瀬常吉（牧師、宣教師）：八代市
- 大野俊康（神職）
- 帆足長秋（神官、国学者）：肥後国山鹿郡三玉村久村（現・山鹿市）

### 石工
- 岩永三五郎
- 三平：八代市
- 橋本勘五郎（通潤橋建造に携わった人物）：八代市

### その他の人物
- 上塚周平（日本のブラジル移民功労者）：城南町（現・熊本市）
- 内村健一（天下一家の会）：甲佐町
- 梅田ミト（長寿日本一、世界一（日本初）だった女性）：飽託郡飽田町（現・熊本市南区）
- 小笠真紀（ヨガインストラクター、元ミュージカル俳優）
- カズマ（『実録鬼嫁日記』著者）
- 川本輝夫（チッソ水俣病患者連盟委員長）：水俣市
- 楠正憲（デジタル庁統括官、マイクロソフト技術標準部部長、国際大学GLOCOM客員研究員）
- 寿三郎（漂流民）：肥後国玉名郡坂下
- 庄蔵（水主、漂流民）：肥後国飽託郡川尻
- 白井のり子（サリドマイド病患者で初の公務員）
- 谷口巳三郎（農業指導者）：坂本村（現・八代市）
- 武田一康（競輪予想紙経営者）：熊本市
- 武田圭二（競輪中継解説者、武田双雲の実父）：熊本市
- 野田朝次郎（日本人で初めてニュージーランドに移住し、帰化した）：天草郡天草下島（現・苓北町）
- 益岡康夫（元日本航空・英語専門教官、テレビドラマ『スチュワーデス物語』に出演）
- 御船千鶴子（透視能力があるとされる）：宇土郡松合村（現・宇城市不知火町）

## 架空の人物
★は主役、☆は準主役
- ★青葉弾道（ゴルファー、『DAN DOH!!』）：熊本市
- ★朝日岳之助（『弁護士・朝日岳之助』）
- 天草（野球選手、『ラストイニング』）：天草市
- アマビエ（妖怪、『ゲゲゲの鬼太郎』にも登場）
- 有明煉華（『魔法少女大戦』）
- 生駒玲司（陸上選手、『なぎさMe公認』）
- 磯野拓郎（サッカー選手、『俺たちのフィールド』）
- ☆伊東伊衛郎（士族、『RED』）
- 伊良部譲（俳優、『夏の恋は虹色に輝く』）
- ウタマル（『ブシドーブレード』）
- 有働大吾（剣道選手、『六三四の剣』）
- 海老原菜帆（『アイドルマスター シンデレラガールズ』）
- ☆大岩大太/キレンジャー（『秘密戦隊ゴレンジャー』）
- 太田治（生物教師、『マイ☆ボス マイ☆ヒーロー』）
- ☆岡倉節子（専業主婦→「おかくら」の女将（主人公の妻）、『渡る世間は鬼ばかり』）
- 岡田晶（女子高生、『ただいま勉強中』）
- 緒沢誠一郎（大学生、『たとえばこんなラヴ・ソング』）
- 乙部のりえ（女優、『ガラスの仮面』）
- 梶東輔（主人公の父親、『男の星座』）
- ★カナ（カフェの店長、『根津サンセットカフェ』）
- ☆神崎蘭子（『アイドルマスター シンデレラガールズ』）
- 熊本県（『うちのトコでは』の擬人化キャラ）
- 熊本響（学生、『もえちり!』シリーズの擬人化キャラ）
- ケイコ・オブライエン（植物学者、『スタートレック』）
- ★小須田義一（『笑う犬』）：人吉市
- 小日向美穂（『アイドルマスター シンデレラガールズ』）
- ★坂本耕作（高校生、『ストップ!! ひばりくん!』）
- 左門豊作（野球選手、『巨人の星』）
- ★鈴木一郎（『刑事☆イチロー』）：蘇陽町（現・山都町）
- 鈴木愛（すずきめぐみ）（『パパはニュースキャスター』）：熊本市
- ★立花彩香（ホステス、『女帝』）
- ★当麻鉄彦（外科医、『メスよ輝け!!』）：小国町
- 南総サトミ（派遣社員、『NISSAN あ、安部礼司〜BEYOND THE AVERAGE』）：山鹿市
- ☆西川大作（『超電磁ロボ コン・バトラーV』）
- ★西住みほ（高校生、『ガールズ&パンツァー』）：熊本市
- 西住まほ（高校生、『ガールズ&パンツァー』）：熊本市
- 逸見エリカ（高校生、『ガールズ&パンツァー』）：熊本市
- 仁科順子（巡査、『私鉄沿線97分署』）
- ☆野原みさえと彼女の両親、姉妹（専業主婦（主人公の母親）、『クレヨンしんちゃん』）
- 本田ケイコ（野原みさえの友人、『クレヨンしんちゃん』）
- 本上博史（野球選手、『ストッパー毒島』）
- ★バカボンのパパ（無職、『天才バカボン』）：七城町（現：菊池市）
- ヒトデ男（オオヒトデ、『YAIBA』）
- ★藤本靖（会計チーフ、『会計チーフはゆ〜うつ』）
- 淵脇（警官、『塗仏の宴 宴の支度 』）
- ★星宮エイジ（高校生、『ビッグオーダー』）：天草市
- 細川安子（中学教師、『2年B組仙八先生』）
- 三上順（刑事、『太陽にほえろ!』）
- ☆岬めぐみ（『超獣戦隊ライブマン』）
- ミナト・ゴンパチ（『ウルトラマンネオス』）
- ★宮前武蔵（バス運転手、『バスストップ』）
- 猛虎哮（大相撲力士、『バチバチ』）
- 守宮ちまき（大学生、『7SEEDS』）
- 山崎奨（応急長、『宇宙戦艦ヤマト2199』）
- ★弓削文人（書生、『恋文ロマンチカ』）
- ☆閑鳥みつ（『恋文ロマンチカ』）
- ★リンナ・ヤマザキ（OL、『バブルガムクライシス TOKYO 2040』）

## 熊本県にゆかりのある人物
【50音順】
公人
- 井ノ上正盛（外務省職員。熊本大学法学部卒）：宮崎県都城市出身
- 宇都宮健児（弁護士、第46代日弁連会長。熊本県の中学高校を卒業）：愛媛県東宇和郡高山村（現・西予市）出身
- 河野左金太（海軍軍人。現役を離れた後、熊本県に居住）：神奈川県出身
- 潮谷義子（第6代熊本県知事）：佐賀県出身

文化人
- 小泉八雲（新聞記者（探訪記者）、紀行文作家、随筆家、小説家、日本研究家、日本民俗学者。第五高等学校の英語教師を務めた）
- 夏目漱石（小説家、評論家、英文学者。第五高等学校教授）
- 宮本武蔵（剣術家、兵法家。晩年を現在の熊本で過ごした）
- 伊藤比呂美（詩人、小説家、エッセイスト）- 1984年から1997年まで熊本市在住：東京都出身
- 井上雄彦（漫画家。熊本大学中退）：鹿児島県大口市（現・伊佐市）出身
- 蛭子能収（漫画家。牛深市（現・天草市）生まれ）：長崎県長崎市出身
- 大津英敏（洋画家。熊本市生まれ）：福岡県大牟田市出身
- 下ヨシ子（宗教家。熊本県在住）：佐賀県出身
- たつみや章（秋月こお）（小説家、元熊本市議）- 熊本市在住：埼玉県大宮市（現・さいたま市）、神奈川県逗子市育ち
- 宮沢厚（アニマルトレーナー、阿蘇市にある「カドリー・ドミニオン」専属トレーナー）：宮崎県児湯郡川南町出身

学者
- 内村鑑三（キリスト教思想家、熊本英学校教師）
- 海老名弾正（熊本バンド、本郷教会牧師、同志社第8代総長）
- 柏木義円（キリスト教思想家、熊本英学校教師）
- 竹崎有斐（児童文学者。熊本県育ちで、本籍地も熊本県）：京都府生まれ
- リロイ・ランシング・ジェーンズ（米国陸軍軍人、熊本洋学校教師）
- 渡辺京二（歴史学者、文明評論家）- 熊本市在住：京都府紀伊郡深草町（現・京都市伏見区深草）出身

マスコミ
- 池田伸子（NHKアナウンサー。 初任地が熊本放送局）：新潟県十日町市出身
- 石橋亜紗（NHKアナウンサー。初任地が熊本局）：東京都出身
- 榎木麻衣（サンテレビジョンアナウンサー。熊本県育ち）：宮崎県生まれ
- 榎田信衛門（メディアプロデューサー、コラムニスト、放送作家。2019年まで熊本市在住）：山梨県上野原市出身
- 近江友里恵（元NHKアナウンサー。現三井不動産社員。 初任地が熊本局）：高知県生まれ東京都育ち
- 太田雅英（NHKアナウンサー。初任地が熊本局)：神奈川県出身
- 岡野暁（NHKアナウンサー。初任地が熊本局）：大阪府生まれ
- 鈴木健二（元NHKアナウンサー。初任地が熊本局）：東京都出身
- 玉利かおる（フリーアナウンサー。ラジオパーソナリティ。歌手。熊本大学卒）：鹿児島県出身
- 内藤裕子（元NHKアナウンサー。 初任地が熊本局）：東京都出身
- 永井伸一（NHKアナウンサー。初任地が熊本局）：埼玉県出身
- 長嶺超輝（フリーライター。熊本県育ち）：長崎県平戸市生まれ
- 福島絵美（熊本放送アナウンサー。熊本大学に在学していた）：静岡県三島市出身
- 望月啓太（NHKアナウンサー。初任地が熊本局）：山梨県出身
- 渡邊佐和子（NHKアナウンサー。 初任地が熊本局）：東京都出身

芸能人
- 笠浩二（C-C-Bドラマー。死去するまで熊本県に在住していた。もともと両親が熊本県出身）：福岡県北九州市生まれ
- 斉藤慶子（女優。熊本大学に在学していた。中退。在学中に鶴屋百貨店のCMに出演した）：宮崎県小林市出身
- 坂本スミ子（元歌手。亡くなるまで熊本市在住）：大阪府大阪市東住吉区出身
- 田邊美穂（ローカルタレント。熊本県育ち）：北海道千歳市生まれ
- 野々村吏美（バレエダンサー。熊本市生まれ）：宮崎県宮崎市出身
- 波田陽区（お笑い芸人。熊本学園大学に在学していた）：山口県下関市出身
- ハンサムケンヤ（シンガーソングライター。熊本県育ち）：徳島県出身
- 平田梨奈（AKB48の元メンバー。熊本県の小学校に在学していた）：アメリカアリゾナ州生まれ、福岡県出身

スポーツ選手
- 桑田健秀（元バスケットボール選手、現指導者。山鹿市生まれ）：東京都大田区出身
- 境直行（元騎手、調教師。鹿本郡植木町（現・熊本市北区）生まれ：京都府出身
- 森隆弘（アテネオリンピックに出場した元競泳選手。現在、実家が熊本にある）：大分県出身
- 藤吉佐緒里（バスケットボール選手、熊本市立桜木中学校に在学していた）：福岡県筑後市出身

### 親族が熊本県出身の人物
【50音順】
公人
- アルベルト・フジモリ（ペルーの元大統領。両親が熊本市出身）：ペルー・リマ生まれ
  - ケイコ・フジモリ（ペルーの実業家、政治家。祖父母が熊本市出身）：ペルー・リマ出身
- サンチアゴ・フジモリ（ペルーの弁護士、政治家。両親が熊本市出身）：ペルー・リマ出身
- マイク・ホンダ（アメリカの政治家。祖父母が熊本県出身の日系三世）：アメリカカリフォルニア州ウォルナット・グローブ出身
- マイク正岡（アメリカのロビイスト。母が熊本県出身）：アメリカカリフォルニア州フレズノ生まれ
- 石破茂（政治家、内閣総理大臣（第102代）。母方の曾祖父の金森通倫が玉名市出身）：東京都千代田区出身
- 志位和夫（政治家、日本共産党中央委員会議長。曽祖父の志位一蔵が熊本市出身）：千葉県印旛郡四街道町（現：四街道市）出身

文化人
- 大屋政子（元歌手。元タレント、実業家。作家。父の森田政義が天草市出身）：大阪府大阪市出身。
- 川上貴光（ノンフィクション作家。父の川上哲治が人吉市出身）：神戸市出身
- 崔洋一（映画監督、脚本家、俳優。母が熊本県出身）：長野県佐久市出身。
- 財津和夫（シンガーソングライター。祖先が阿蘇地方にルーツを持つ熊本藩士）：福岡県福岡市出身
- 永田雅一（実業家、映画プロデューサー。父が阿蘇市出身）：京都府京都市出身
- 吉本隆明（思想家、詩人、評論家。両親が天草郡苓北町出身）：東京市月島（現・東京都中央区月島）出身

マスコミ
- 新井麻希（フリーアナウンサー）：神奈川県出身。母が熊本県玉名市出身。
- 魚住優（NHK元アナウンサー）：東京都出身。父の作詞家、コピーライターの魚住勉が熊本県出身。
- 有働由美子（フリーアナウンサー）：鹿児島県生まれ、大阪府育ち。両親が熊本県出身。
- 中村仁美 （フリーアナウンサー）：大阪府枚方市生まれ。小学校入学から神奈川県横浜市育ち。父が熊本県出身。
- 町亞聖（元日本テレビアナウンサー）：埼玉県蕨市出身。母が熊本県出身。
- 村上卓史（放送作家。父が熊本県出身）：神奈川県出身
- 守本奈実（NHKアナウンサー。両親が熊本県出身）：千葉県流山市出身

芸能人
- 秋山竜次（お笑い芸人、ロバートのメンバー。曾祖母と祖父が上天草市出身）：福岡県北九州市門司区出身
- 浅野温子（女優。夫の魚住勉が熊本県出身）：東京都大田区出身
- 生田衣梨奈（アイドル。モーニング娘。メンバー、祖父が熊本県出身）：福岡県福岡市出身
- 岩崎加根子（女優。父親が熊本県出身）：北海道函館市生まれ
- 江口洋介（俳優。妻の森高千里が熊本県出身）：東京都出身
- エスパー伊東（タレント、東京都出身、本籍地が阿蘇郡南小国町）：東京都出身
- エリック・フクサキ（シンガーソングライター。曽祖父が熊本県出身）：ペルー・リマ出身
- 緒方賢一（声優。父が熊本県出身）：福岡県田川郡出身
- 緒方恵美（声優。祖父が熊本市出身）：東京都千代田区出身
- 荻野目洋子（歌手。実姉の荻野目慶子が熊本県出身・母親が玉名市出身）：千葉県柏市生まれ
- 小田さくら（アイドル。モーニング娘。メンバー、父が熊本県出身）：神奈川県座間市出身
- かかずゆみ（声優。祖父母が熊本県在住）：埼玉県入間市出身
- 笠兼三（俳優。祖父の笠智衆が熊本県出身）：神奈川県鎌倉市
- 桂伸三（落語家。両親が八代市出身）：千葉県習志野市出身
- 神谷明（声優。祖父が八代市出身）：神奈川県横浜市出身
- キャシー中島（タレント。夫の勝野洋が熊本県出身）：アメリカハワイ州マウイ島出身
  - 勝野七奈美（歌手、モデル、ジュエリーデザイナー。父の勝野洋が熊本県出身）：東京都出身
  - 勝野雅奈恵（女優、フラダンサー。父の勝野洋が熊本県出身）：静岡県御殿場市出身
  - 勝野洋輔（俳優。父の勝野洋が熊本県出身）：静岡県御殿場市出身
- 清宮レイ（アイドル。乃木坂46のメンバー。祖母が八代市在住のトマト農家）：埼玉県出身
- こおろぎさとみ（声優。母方の家系が熊本県）：東京都武蔵野市出身
- 近藤千尋（モデル。タレント。母が八代市出身）：岡山県出身
- 坂上也寸志・忍兄弟（俳優・プロデューサー、父の本籍地が玉名郡小天村）：東京都杉並区出身
- 三遊亭好楽（落語家。父が熊本県出身、母が菊池郡菊陽町出身）：東京都豊島区出身
- 篠田麻里子（タレント、女優。父が飽託郡三和町（現・熊本市）出身、曾祖父が『九州日日新聞（現在の熊本日日新聞）』の写真記者）：福岡県糸島市出身
- 清水章吾（俳優。元妻の清水ハルマンが熊本県出身）：東京都港区出身
  - 清水響美（元タレント。母の清水ハルマンが熊本県出身）：東京都出身
- 高橋克典（歌手、俳優。妻の中西ハンナが天草諸島出身）：神奈川県横浜市出身
- 高見映（俳優、作家。父の柳妻麗三郎が熊本市出身）：京都府京都市右京区太秦出身
- 高森奈津美（声優。父が熊本県出身）：山梨県甲府市
- 武田鉄矢（歌手、俳優。両親が阿蘇郡小国町出身。妻も熊本県出身）：福岡市博多区出身
- 立川志ら乃（落語家。両親が熊本県出身）：東京都渋谷区出身
- 田上よしえ（お笑い芸人。母が玉名市出身）：東京都品川区出身
- 千葉真一（JJサニー千葉、俳優、歌手、映画監督。母が熊本県出身）：福岡市雑餉隈生まれ、千葉県君津市育ち
  - 真瀬樹里（女優、千葉真一の長女）：東京都生まれ
  - 新田真剣佑（俳優、千葉真一の長男）：アメリカロサンゼルス生まれ
  - 眞栄田郷敦（俳優、千葉真一の次男）：アメリカロサンゼルス生まれ
- 土屋太鳳（タレント・女優。母方の祖の一方が上益城郡益城町出身）：東京都出身
  - 土屋神葉（声優・土屋太鳳の弟）：東京都出身
- 堤真一（俳優。父は球磨郡岡原村(現・あさぎり町)生まれ。祖父の転勤により八代市、宇土市でも暮らした。祖父は宇土郡網津村(現・宇土市)生まれ。祖先は宇土市堤地区で暮らした。ギブス佐代子の弟）：兵庫県西宮市出身
  - ギブス佐代子（元アナウンサー。父が球磨郡岡原村（現・あさぎり町）生まれ。堤真一の姉）：兵庫県西宮市出身
- 中沢堅司（ポップデュオH2O。妻が熊本県出身。2004年から菊池郡大津町に在住）：長野県出身
- 中村愛（タレント。祖父母が熊本県出身）：愛知県名古屋市出身
- 錦戸亮（アイドル。父が天草出身）：兵庫県尼崎市生まれ、大阪府門真市育ち
- 日高光啓（AAAメンバー。母が熊本県出身）：千葉県市川市出身
- 古田新太（俳優。父が熊本県出身）：兵庫県神戸市垂水区出身
- 松島花（モデル。母が熊本県出身）：東京都出身
- MADOKA（歌手。父のコロッケが熊本市南区出身）：東京都出身
- 宮村優子（声優。祖父が熊本市出身）：兵庫県神戸市出身
- 森山あすか（タレント） - 父（元プロサッカー選手・森山佳郎）が熊本市出身：広島県広島市出身
- 矢住夏菜（歌手、作詞家。父が熊本県出身）：神奈川県川崎市出身
- 矢吹二朗（元俳優、千葉真一の弟）：千葉県君津市生まれ
- 優木まおみ（夫が熊本市出身）：佐賀県佐賀市出身・国籍不明
- ゆきぽよ（木村有希）（タレント。父方の祖母が宇土市在住）：神奈川県横浜市港南区出身
- リヴァース・クオモ（ミュージシャン。妻が熊本県出身）：アメリカニューヨーク市生まれ

スポーツ選手
- 緒方孝市（広島東洋カープ監督。父が熊本県出身）：佐賀県鳥栖市出身
- 緒方凌介（阪神タイガース選手。父が熊本県出身）：大阪府大阪市住吉区出身
- 嘉納治五郎（柔道家、教育者。妻が熊本県出身）：摂津国御影村（現・兵庫県神戸市東灘区御影町）出身
- 黒木優子（プロボクサー。父が人吉市出身）：福岡県福岡市出身
- ジェフ・コブ（プロレスラー。父方の祖母が熊本県出身）：アメリカハワイ州ホノルル出身
- 柴田勝頼（プロレスラー。熊本県生まれ、母が熊本県出身）：三重県桑名市出身
- 定アキラ（プロレスラー。父が熊本市出身）：東京都練馬区出身
- 津田恒実（元プロ野球選手。夫人が八代市出身）：山口県都濃郡南陽町・旧和田村地区出身
- 一二三慎太（元プロ野球投手（阪神）。父の実家が熊本県八代郡で、先祖は肥後国の侍）：大阪府堺市出身
- 本田圭佑（プロサッカー選手。父と祖父と大叔父の本田大三郎が八代郡坂本村(現・八代市)出身）：大阪府摂津市出身
- 本田多聞（プロレスラー。父の本田大三郎が坂本村出身）：神奈川県横浜市出身
- 宮本裕向（プロレスラー。母が熊本市出身）：広島県佐伯郡吉和村（現・廿日市市）出身
- 武蔵（格闘家。母が熊本県出身）：大阪府堺市南区出身
- 村田修一（元読売ジャイアンツ選手、コーチ。父が熊本市東区沼山津出身）：福岡県糟屋郡篠栗町出身